# Comuna Sânmărtin, Cluj
Sânmărtin (în maghiară Szépkenyerűszentmárton) este o comună în județul Cluj, Transilvania, România, formată din satele Ceaba, Cutca, Diviciorii Mari, Diviciorii Mici, Măhal, Sâmboieni, Sânmărtin (reședința) și Târgușor.

## Demografie
Componența etnică a comunei Sânmărtin
     Români (74,59%)
     Maghiari (9,01%)
     Romi (5,5%)
     Alte etnii (0%)
     Necunoscută (10,9%)
Componența confesională a comunei Sânmărtin
     Ortodocși (77,21%)
     Reformați (8,11%)
     Romano-catolici (1,35%)
     Greco-catolici (1,08%)
     Alte religii (0,99%)
     Necunoscută (11,26%)
Conform recensământului efectuat în 2021, populația comunei Sânmărtin se ridică la 1.110 locuitori, în scădere față de recensământul anterior din 2011, când fuseseră înregistrați 1.384 de locuitori. Majoritatea locuitorilor sunt români (74,59%), cu minorități de maghiari (9,01%) și romi (5,5%), iar pentru 10,9% nu se cunoaște apartenența etnică. Din punct de vedere confesional, majoritatea locuitorilor sunt ortodocși (77,21%), cu minorități de reformați (8,11%), romano-catolici (1,35%) și greco-catolici (1,08%), iar pentru 11,26% nu se cunoaște apartenența confesională.

## Politică și administrație
Comuna Sânmărtin este administrată de un primar și un consiliu local compus din 9 consilieri. Primarul, Ioan Fărtan[*], de la Partidul Național Liberal, este în funcție din octombrie 2020. Începând cu alegerile locale din 2024, consiliul local are următoarea componență pe partide politice:
|  | Partid                          | Consilieri | Componența Consiliului | Componența Consiliului | Componența Consiliului | Componența Consiliului | Componența Consiliului | Componența Consiliului | Componența Consiliului |
|  | ------------------------------- | ---------- | ---------------------- | ---------------------- | ---------------------- | ---------------------- | ---------------------- | ---------------------- | ---------------------- |
|  | Partidul Național Liberal       | 7          |                        |                        |                        |                        |                        |                        |                        |
|  | Alianța pentru Unirea Românilor | 2          |                        |                        |                        |                        |                        |                        |                        |

### Evoluție istorică
De-a lungul timpului populația comunei a evoluat astfel:

## Personalități
- Emil Giurgiuca (1906-1992) - poet și traducător român

## Vezi și
- Biserica de lemn din Cutca
- Biserica de lemn din Sâmboieni
- Biserica de lemn din Târgușor
- Biserica reformată din Diviciorii Mari

## Imagini

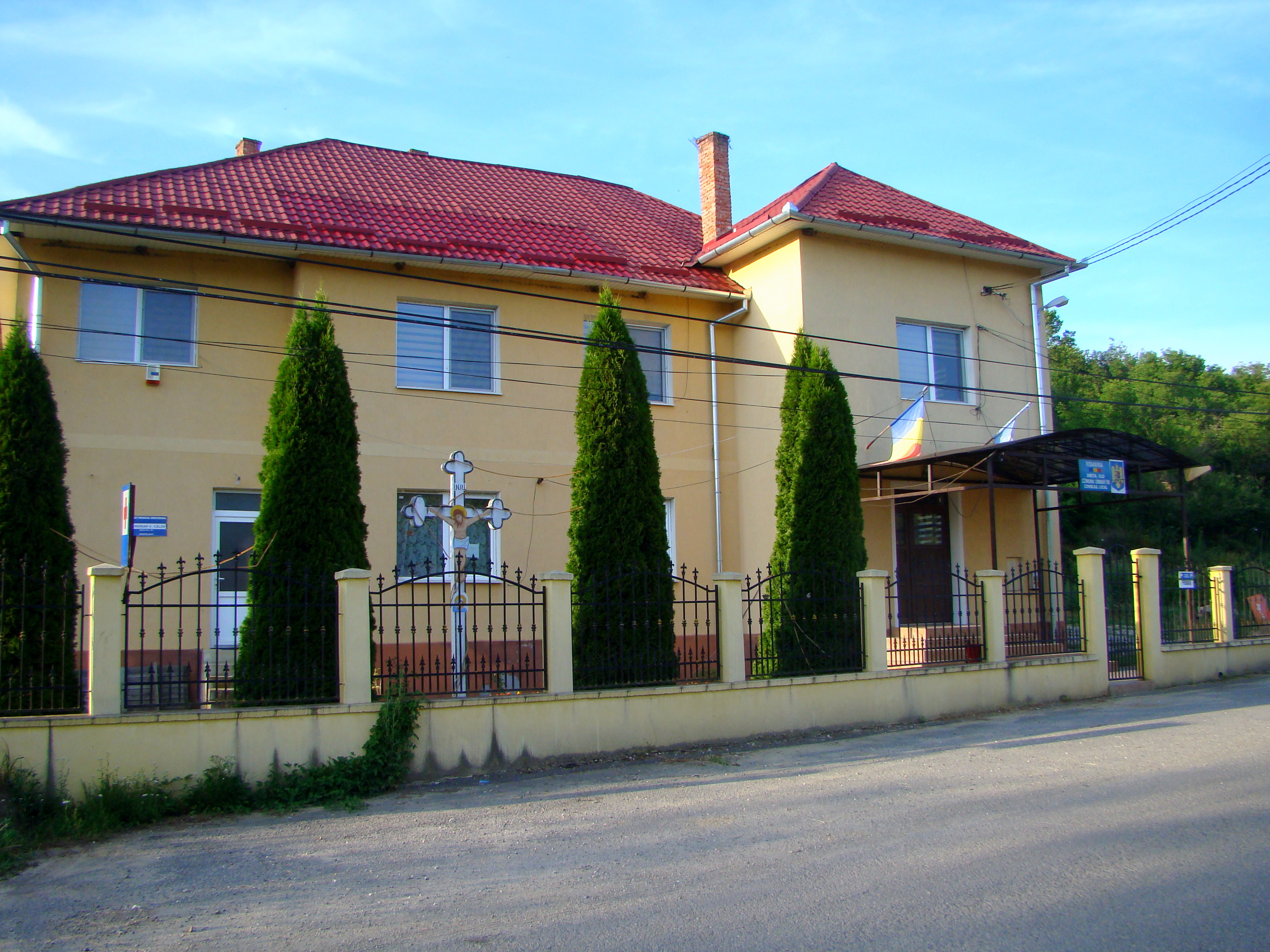
Primăria comunei
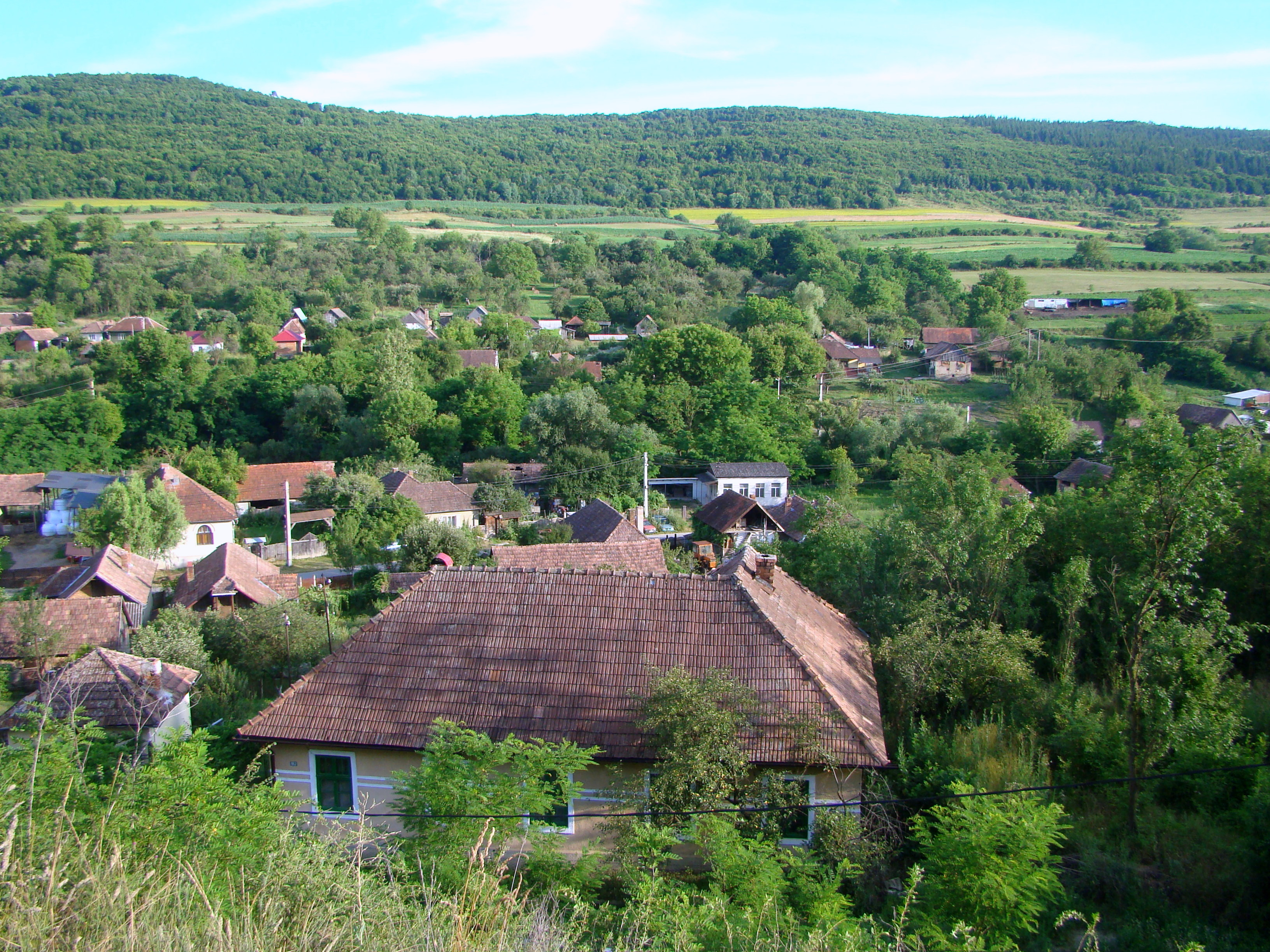
Sânmărtin
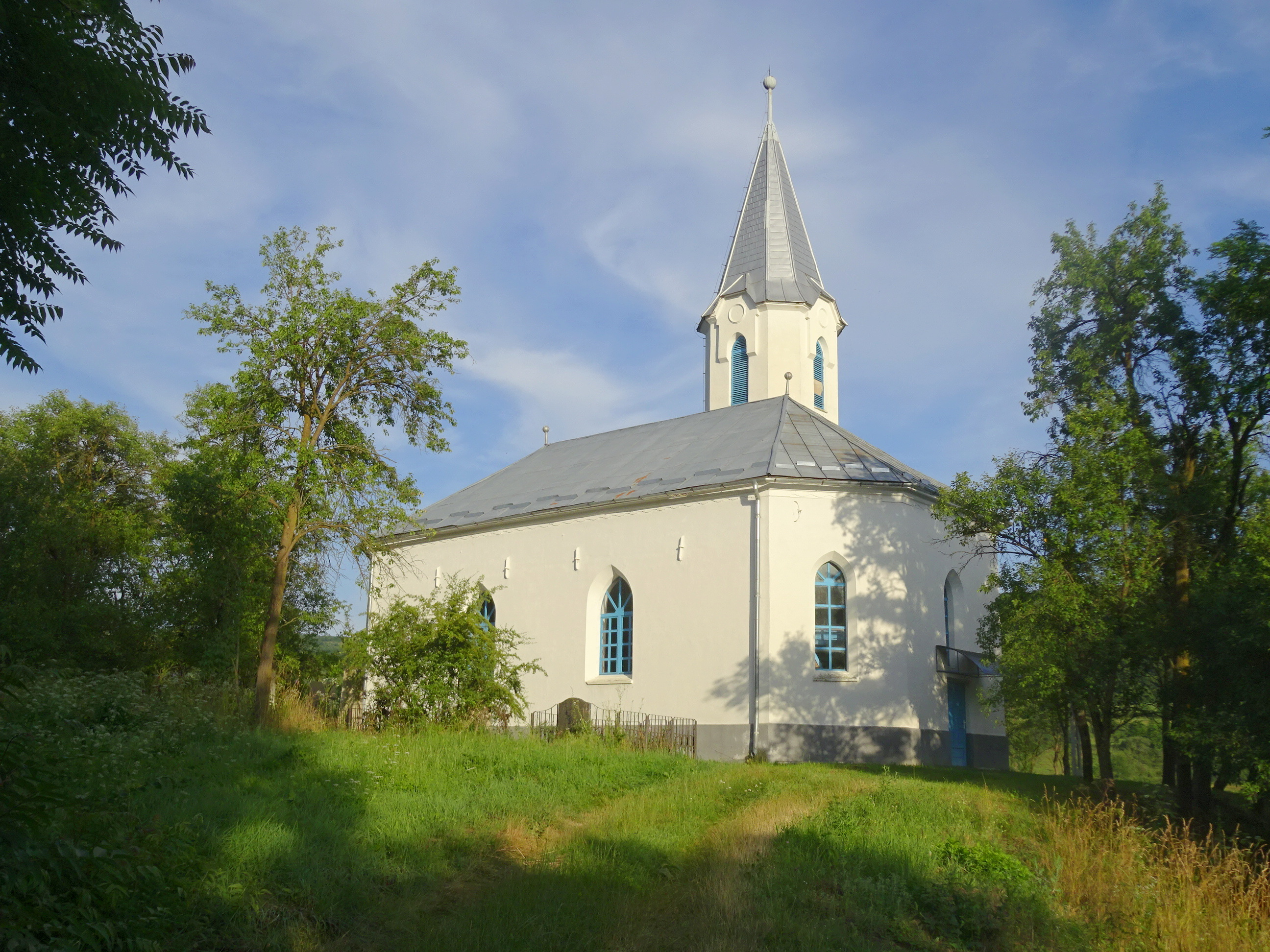
Biserica reformată din Sânmărtin (1926). Are același arhitect ca și Biserica reformată din Malin.
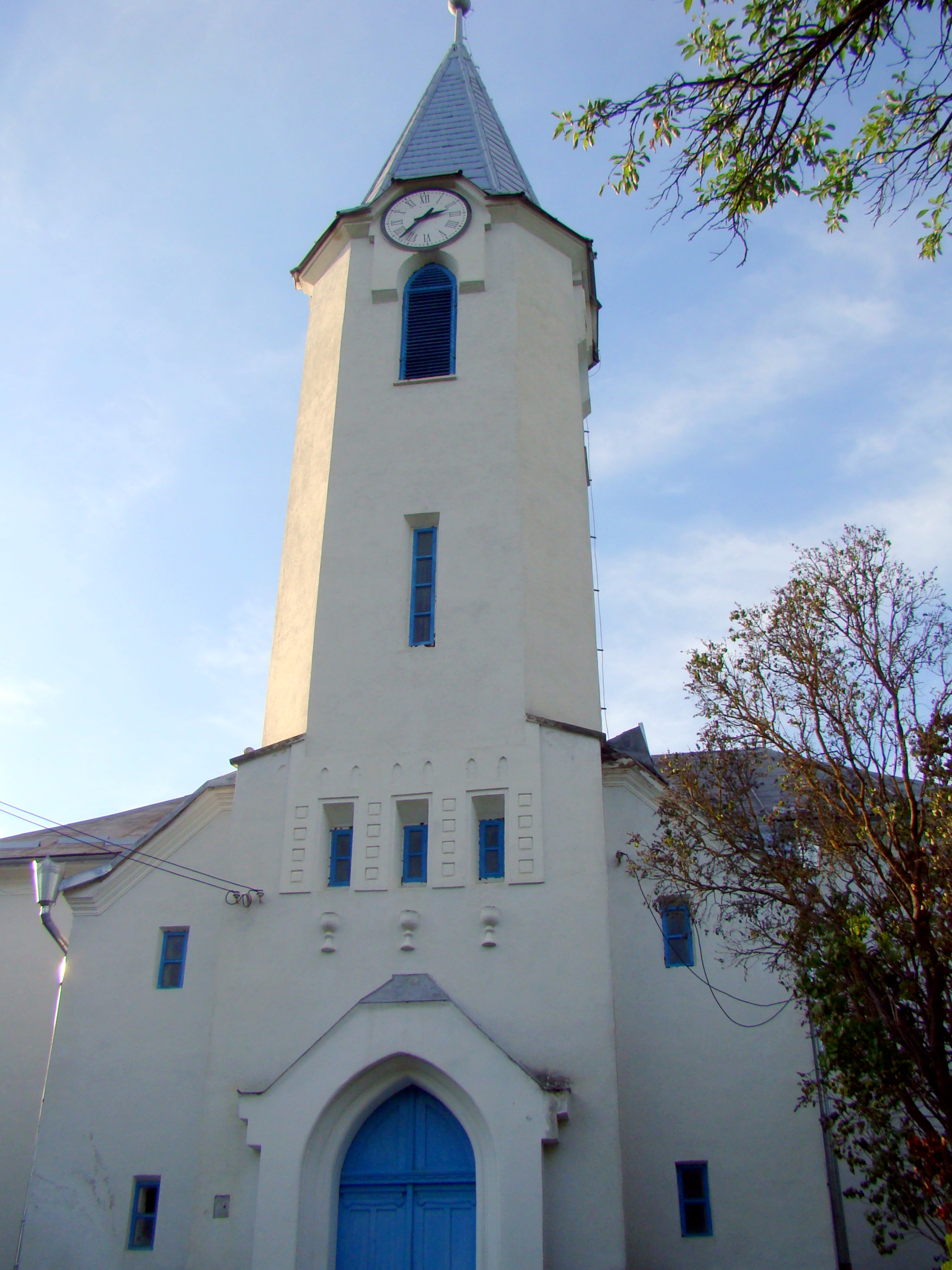
A înlocuit biserica medievală demolată în 1920
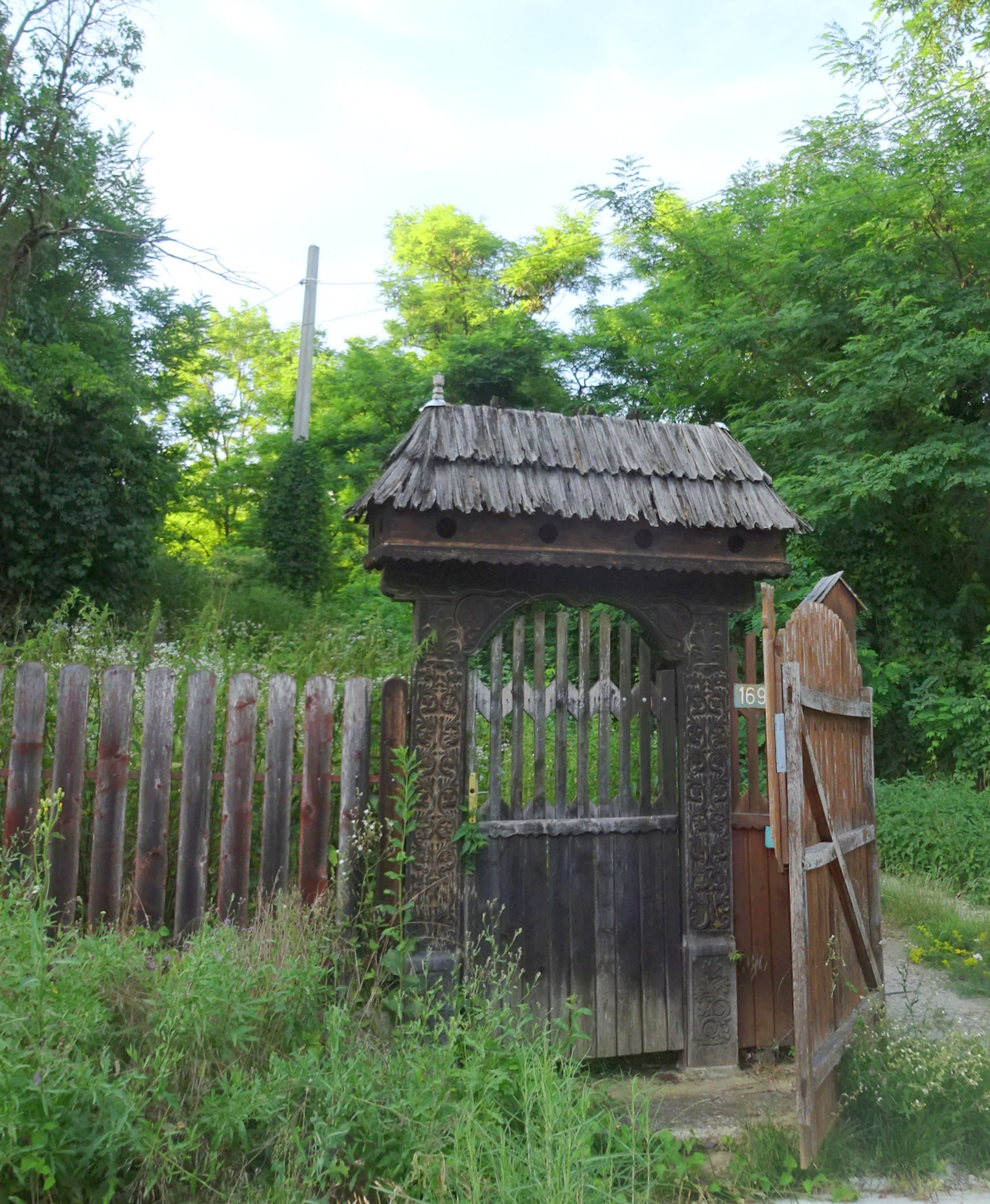
Poarta de lemn a bisericii reformate
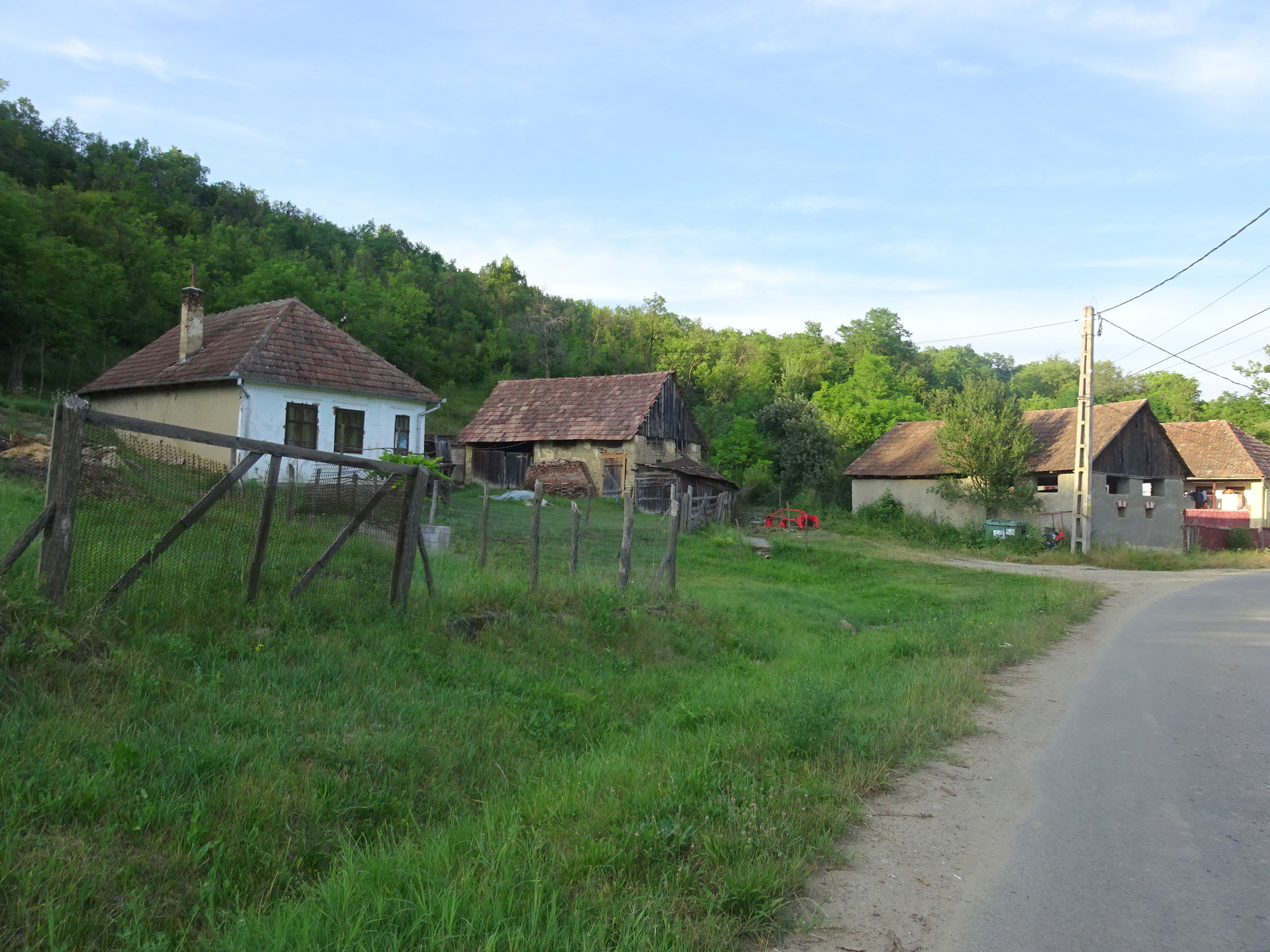
Sânmărtin
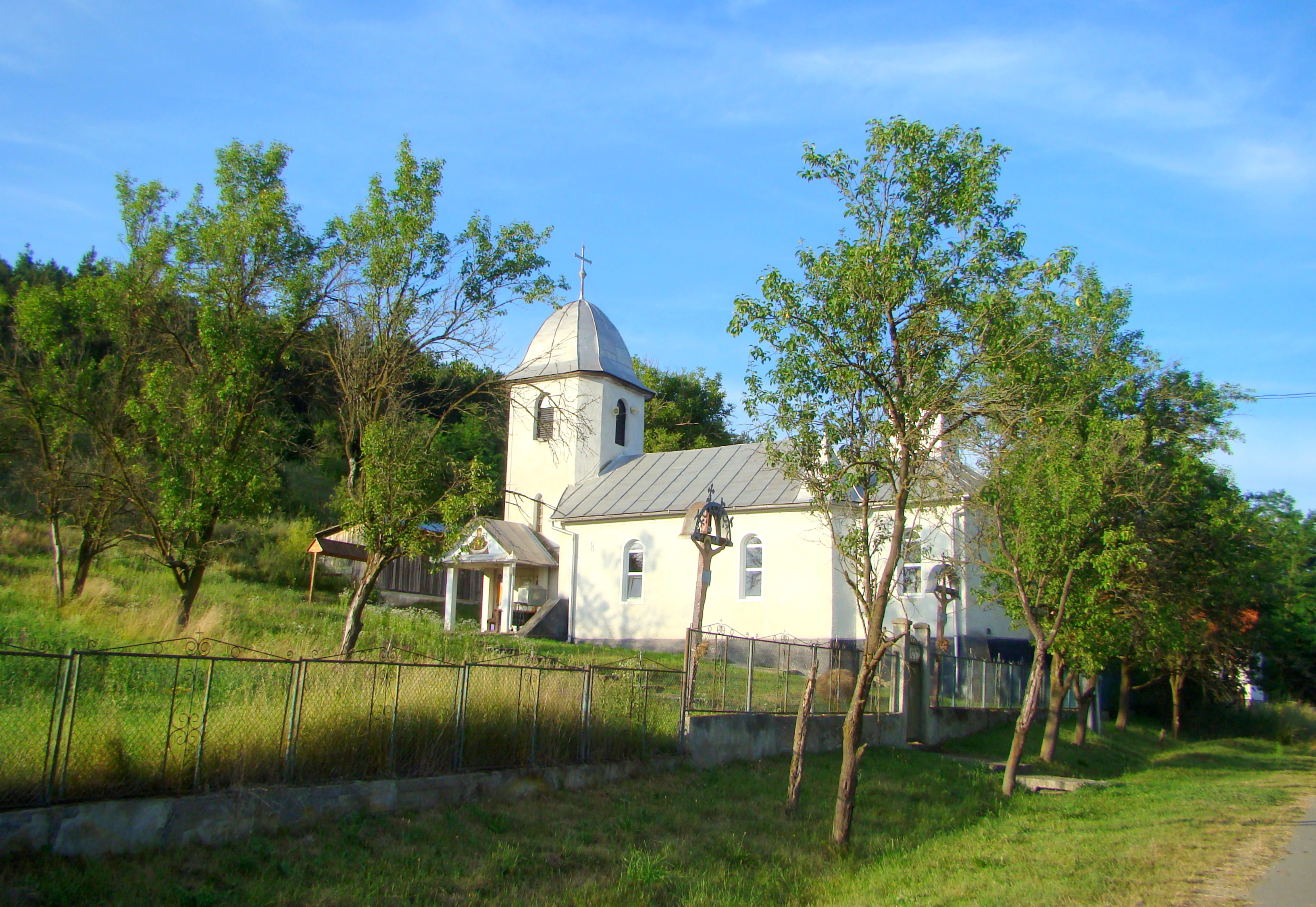
Biserica Sfinții Arhangheli Mihail și Gavriil din Sânmărtin
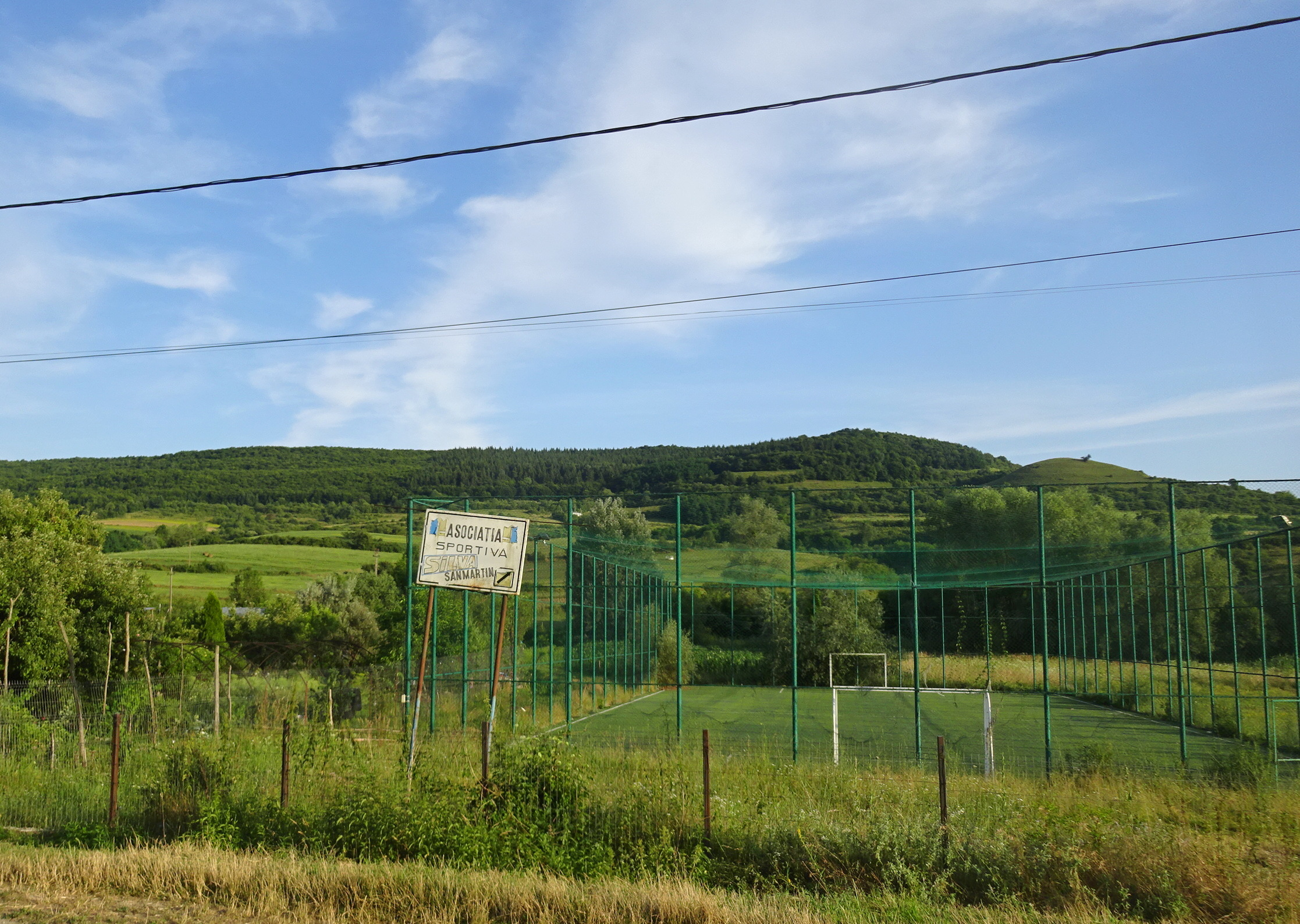
Baza sportivă
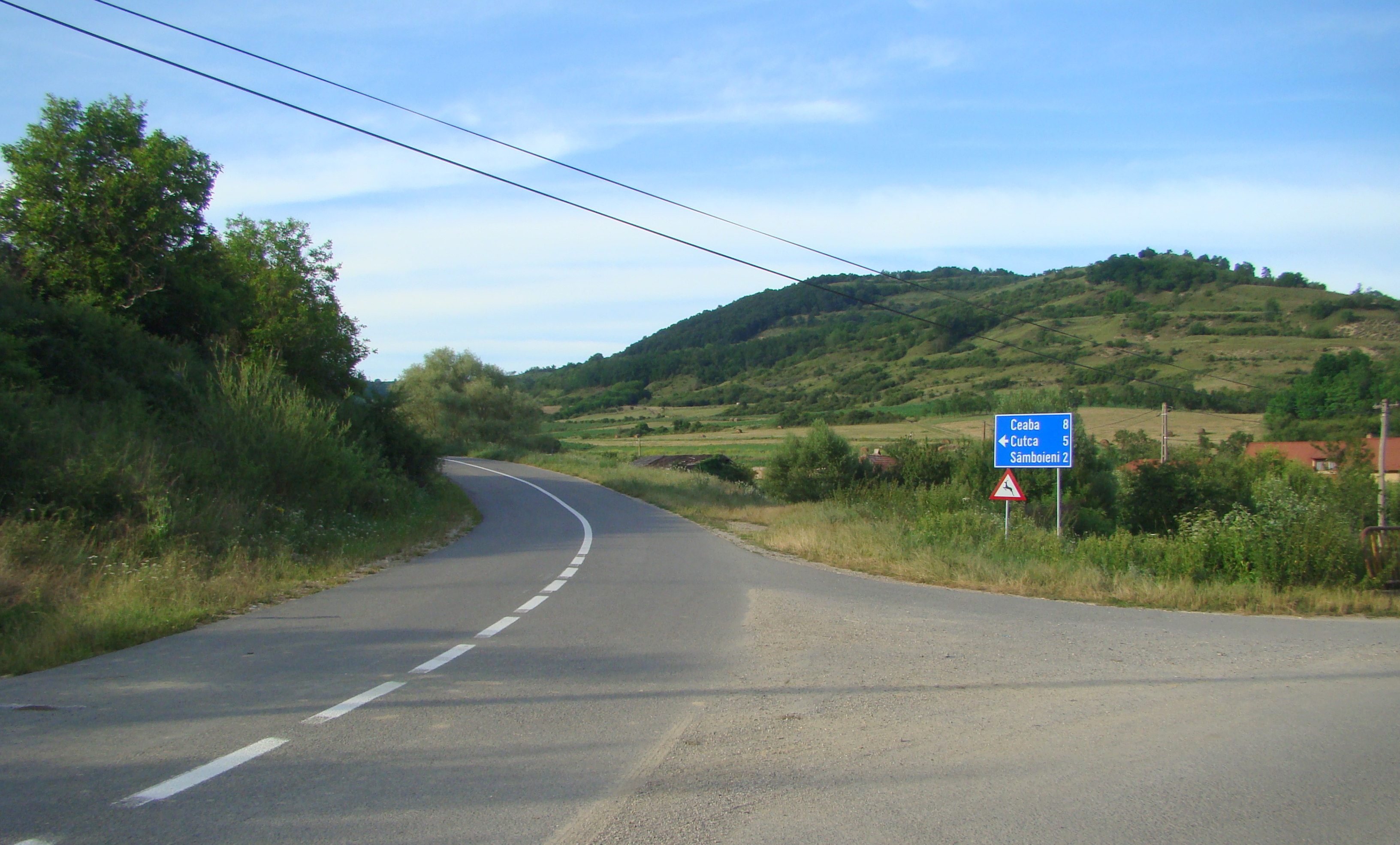
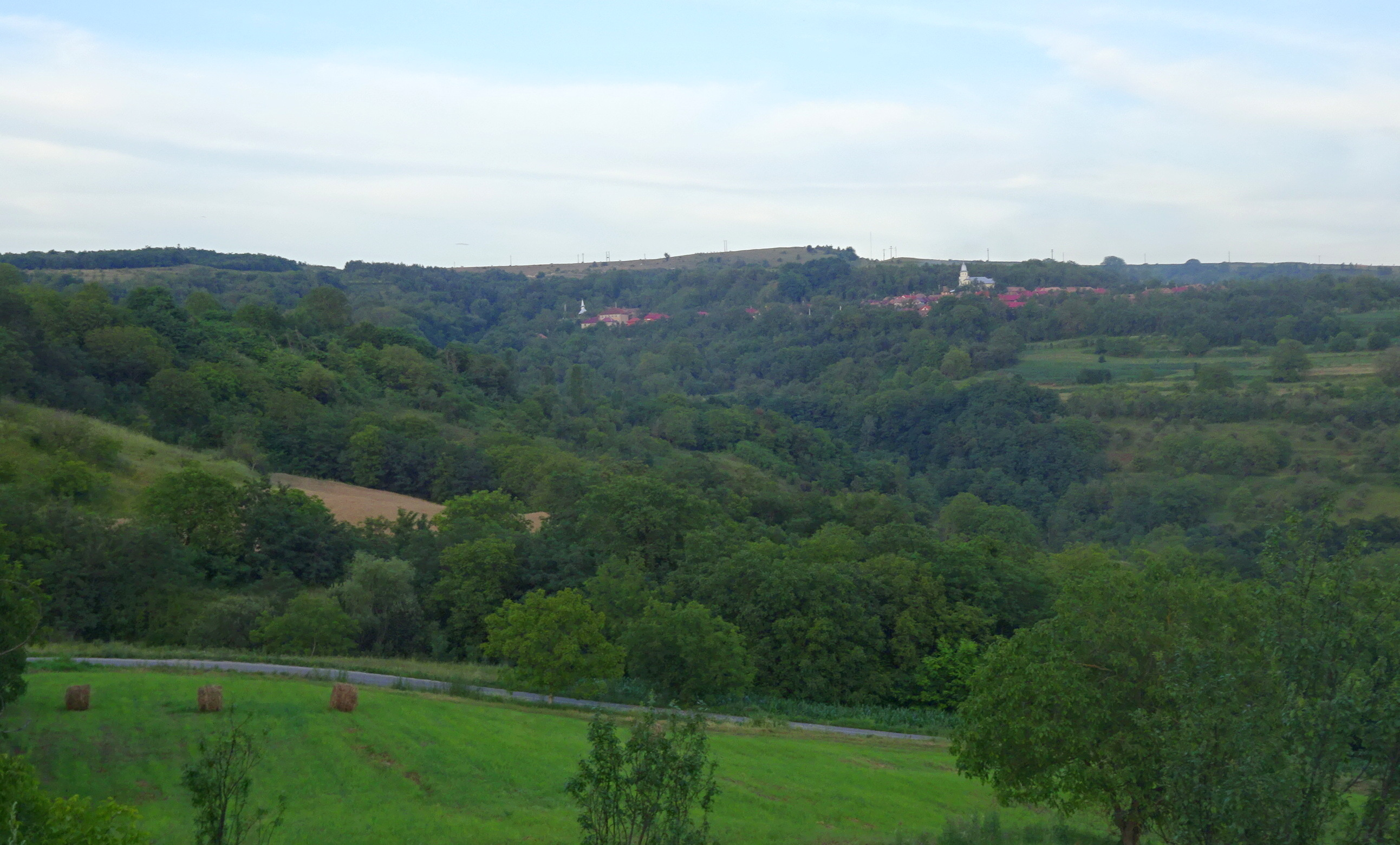
Cutca și împrejurimile
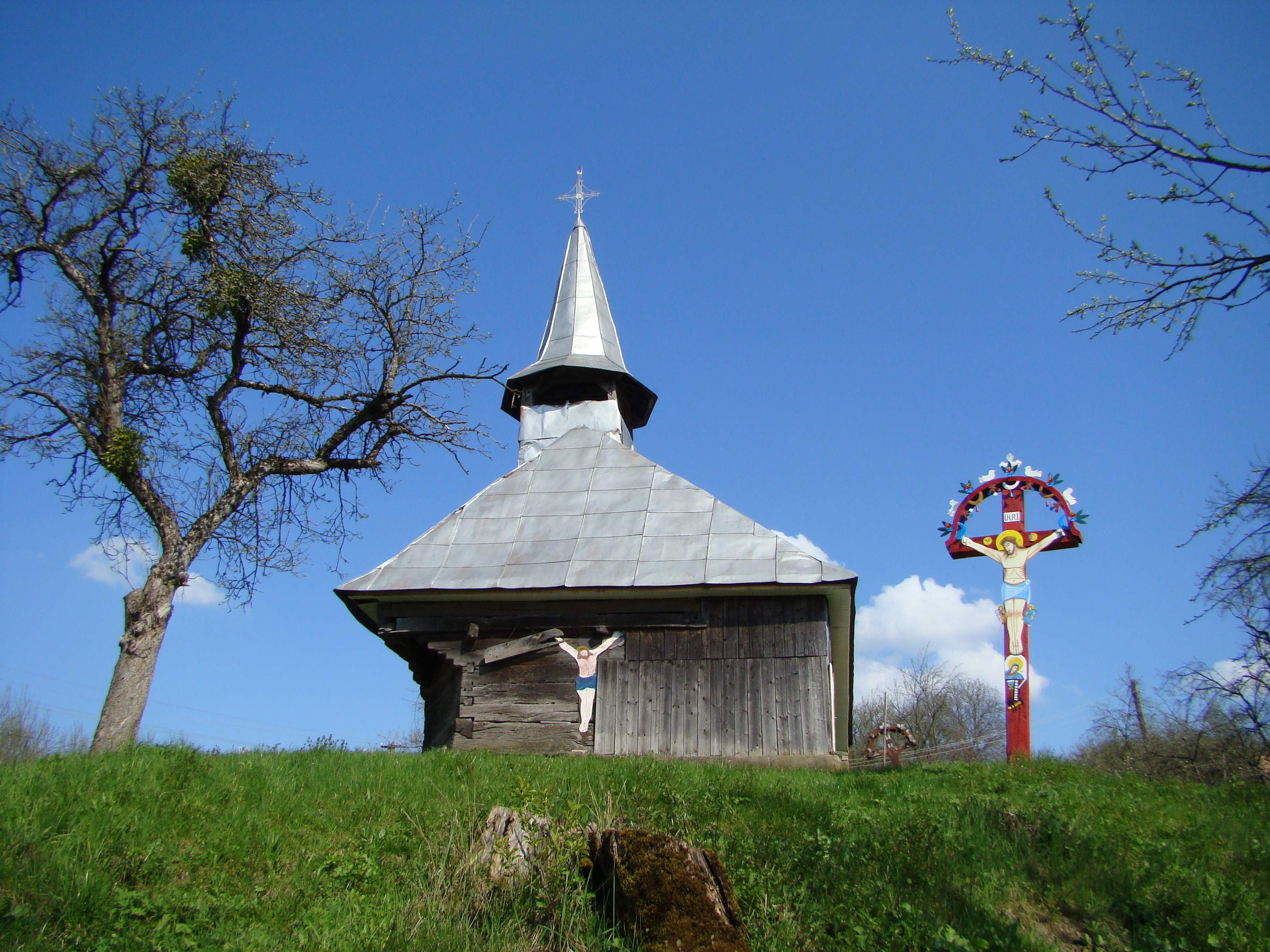
Biserica de lemn „Sfinții Arhangheli” din Cutca (monument istoric)
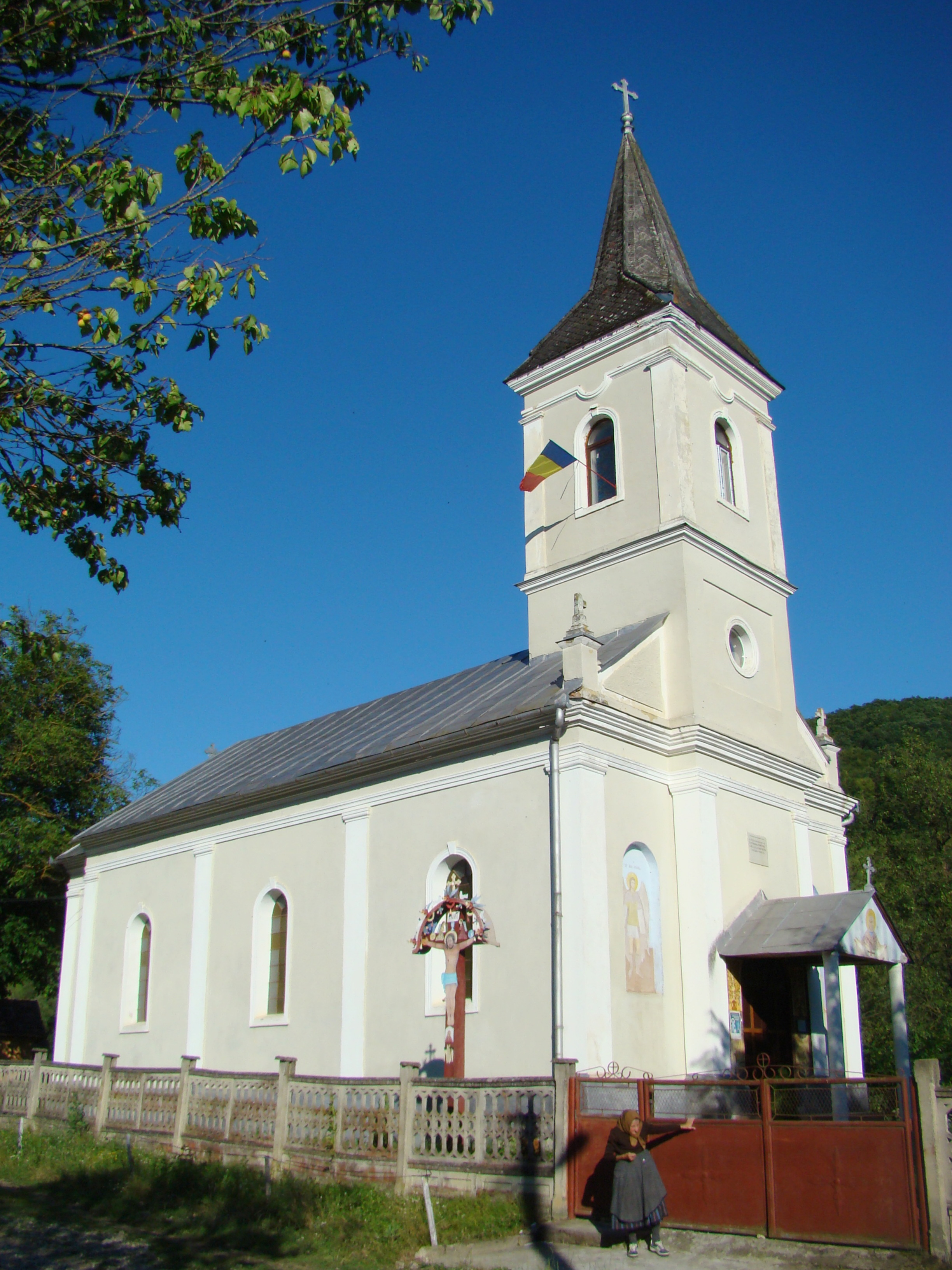
Biserica ortodoxă „Sfinții Arhangheli Mihail şi Gavriil” din satul Diviciorii Mari
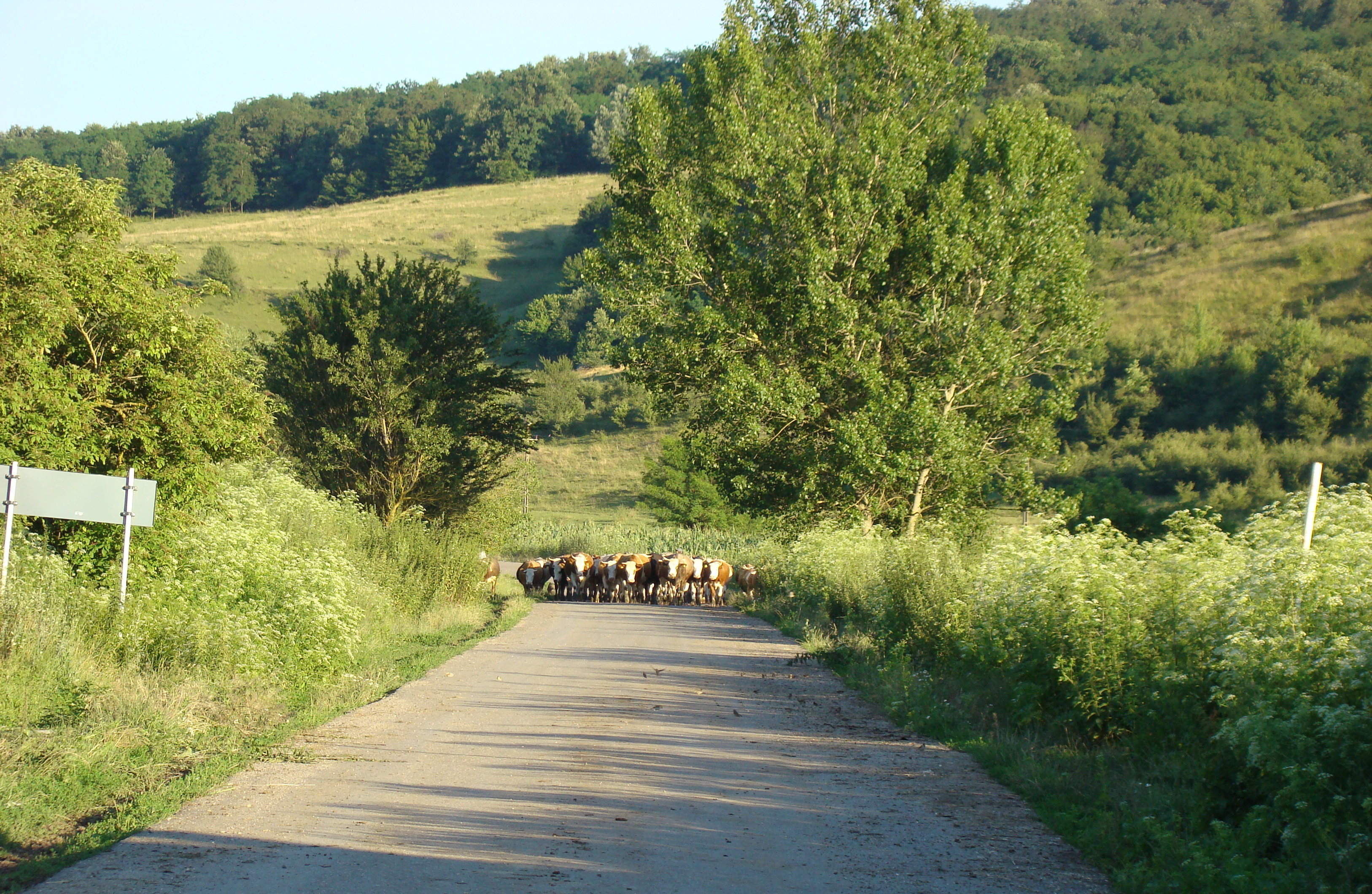
Drumul din Diviciorii Mari
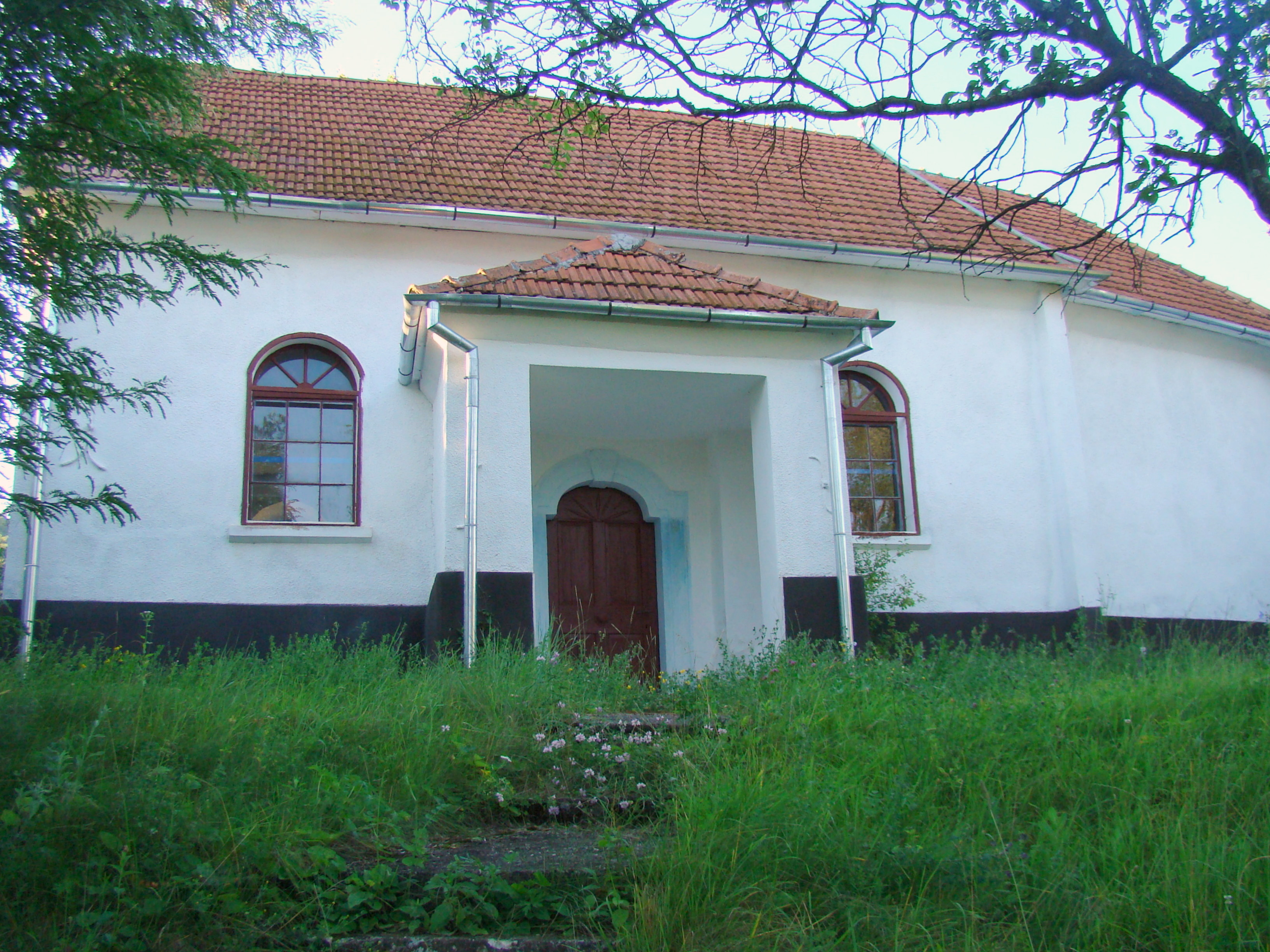
Biserica reformată din satul Diviciorii Mari (monument istoric)
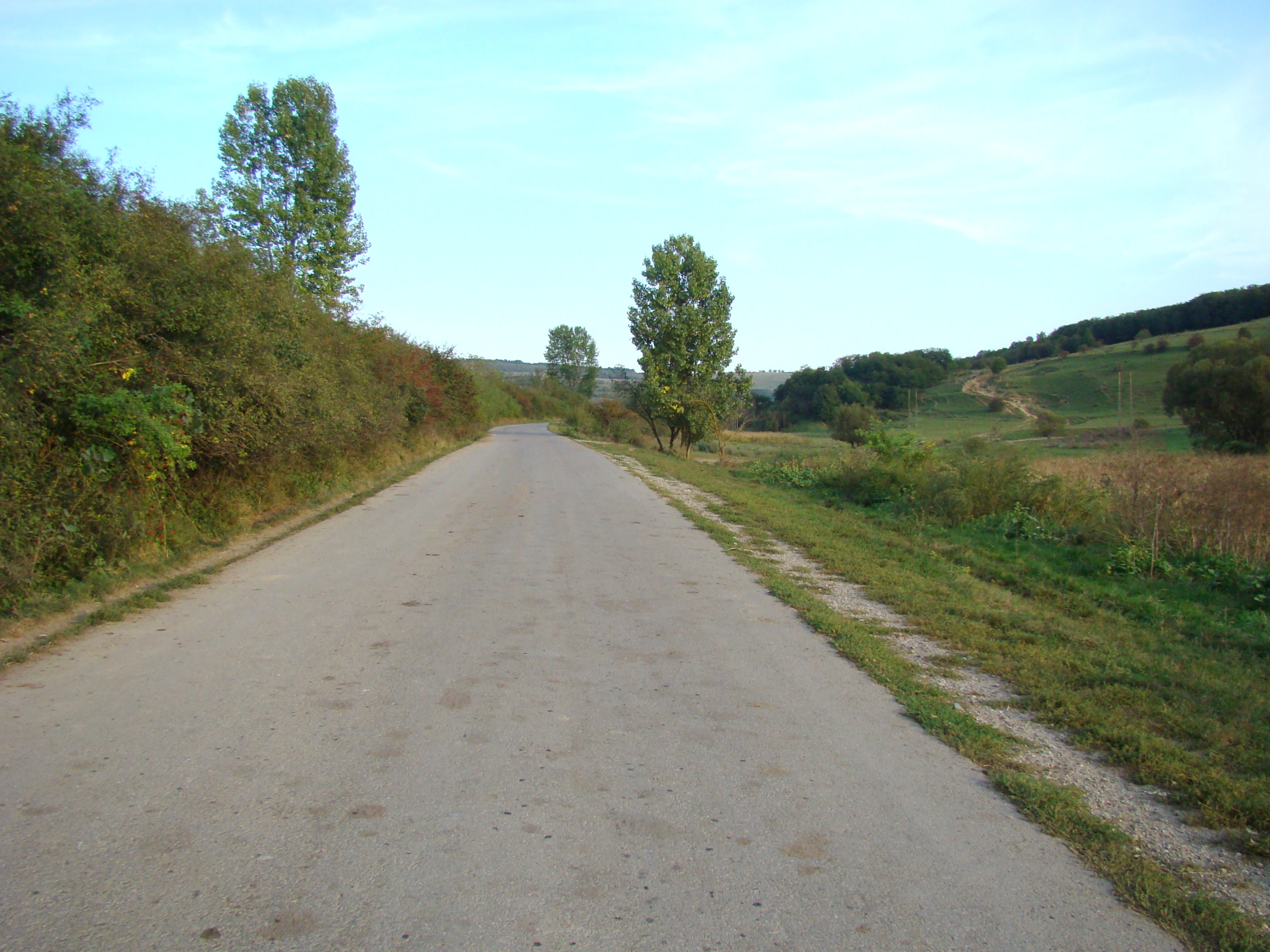
Drumul Diviciorii Mici-Diviciorii Mari
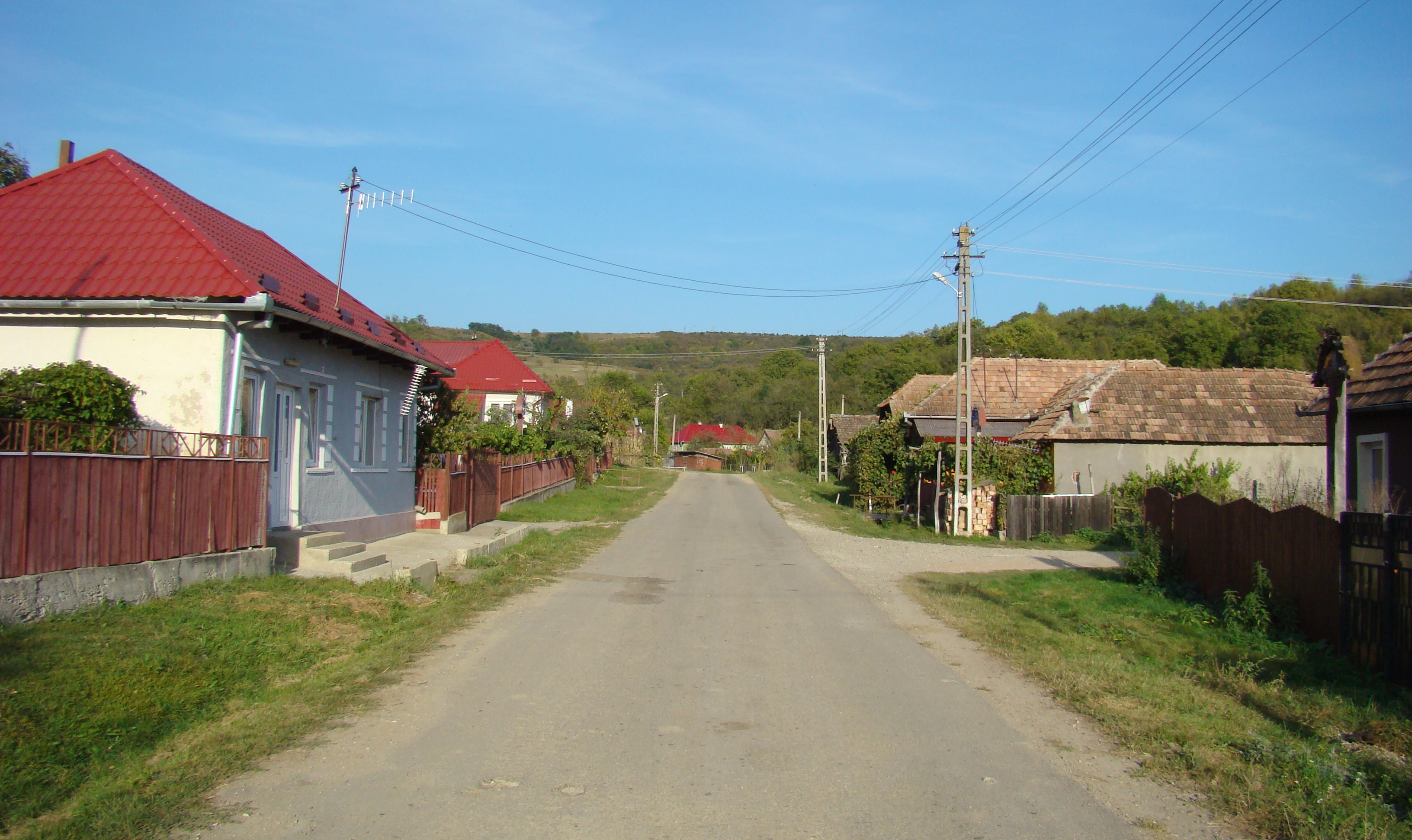
Satul Diviciorii Mici
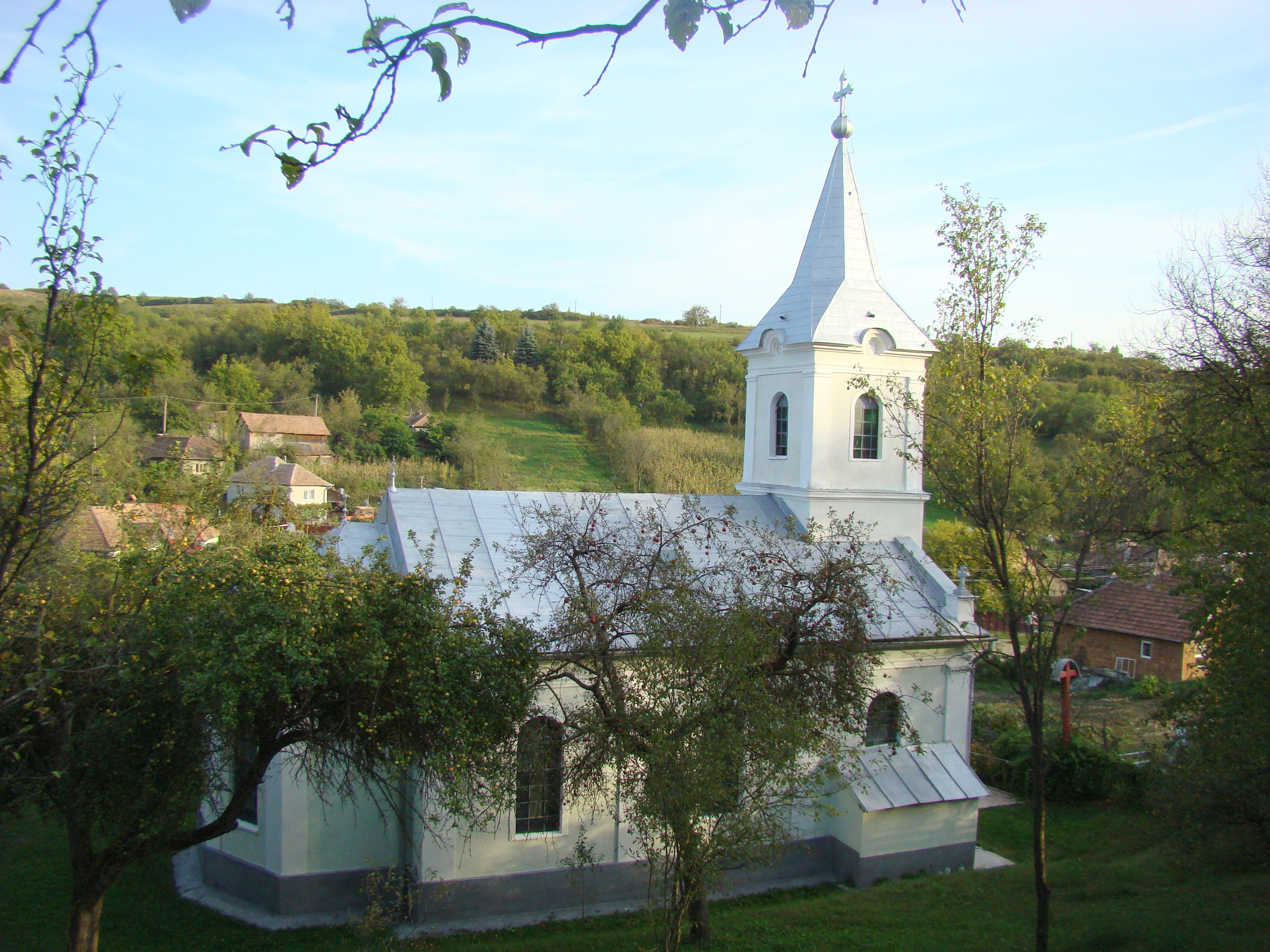
Biserica „Sfinții Arhangheli Mihail și Gavriil” din Diviciorii Mici
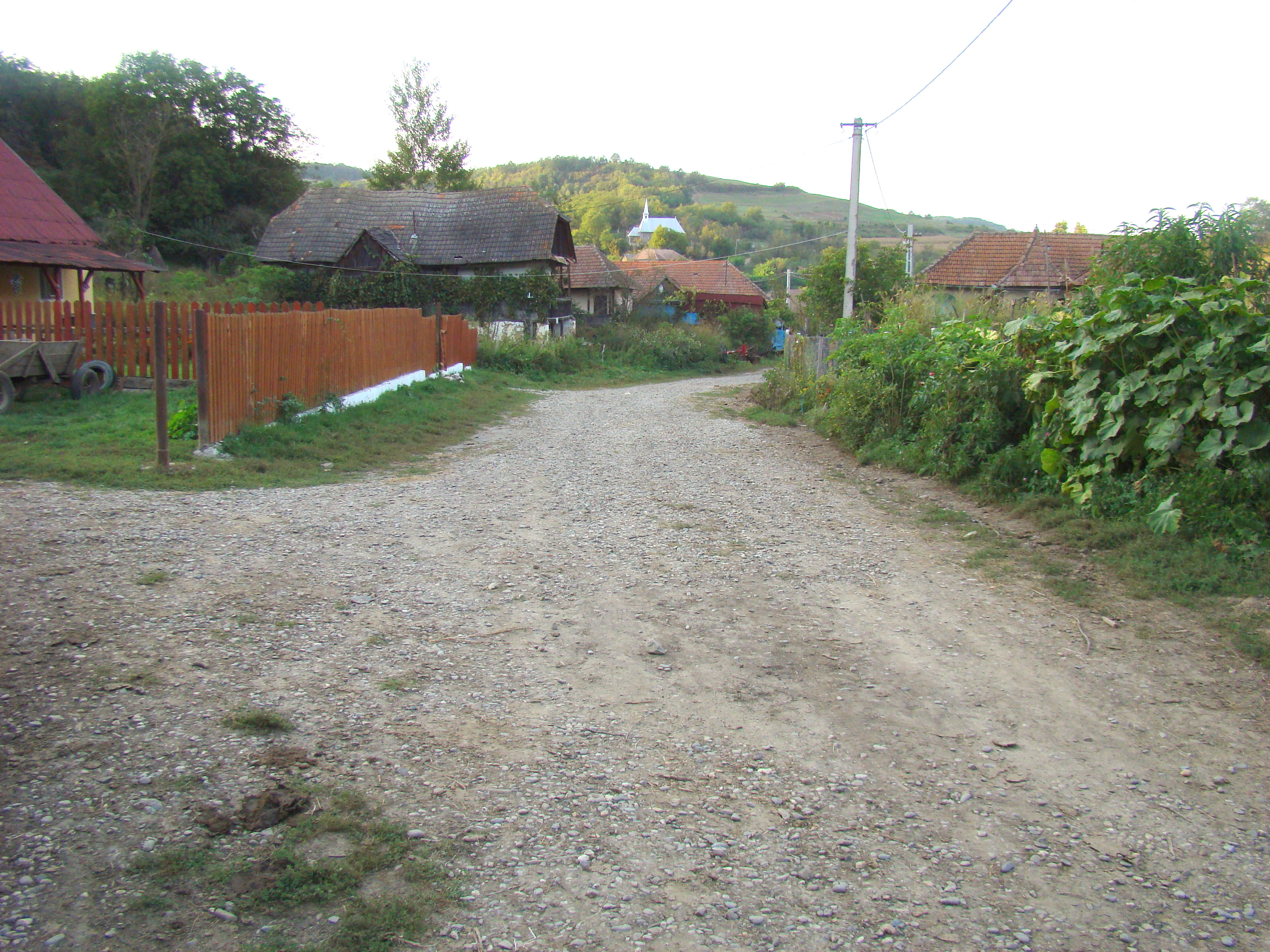
Satul Măhal
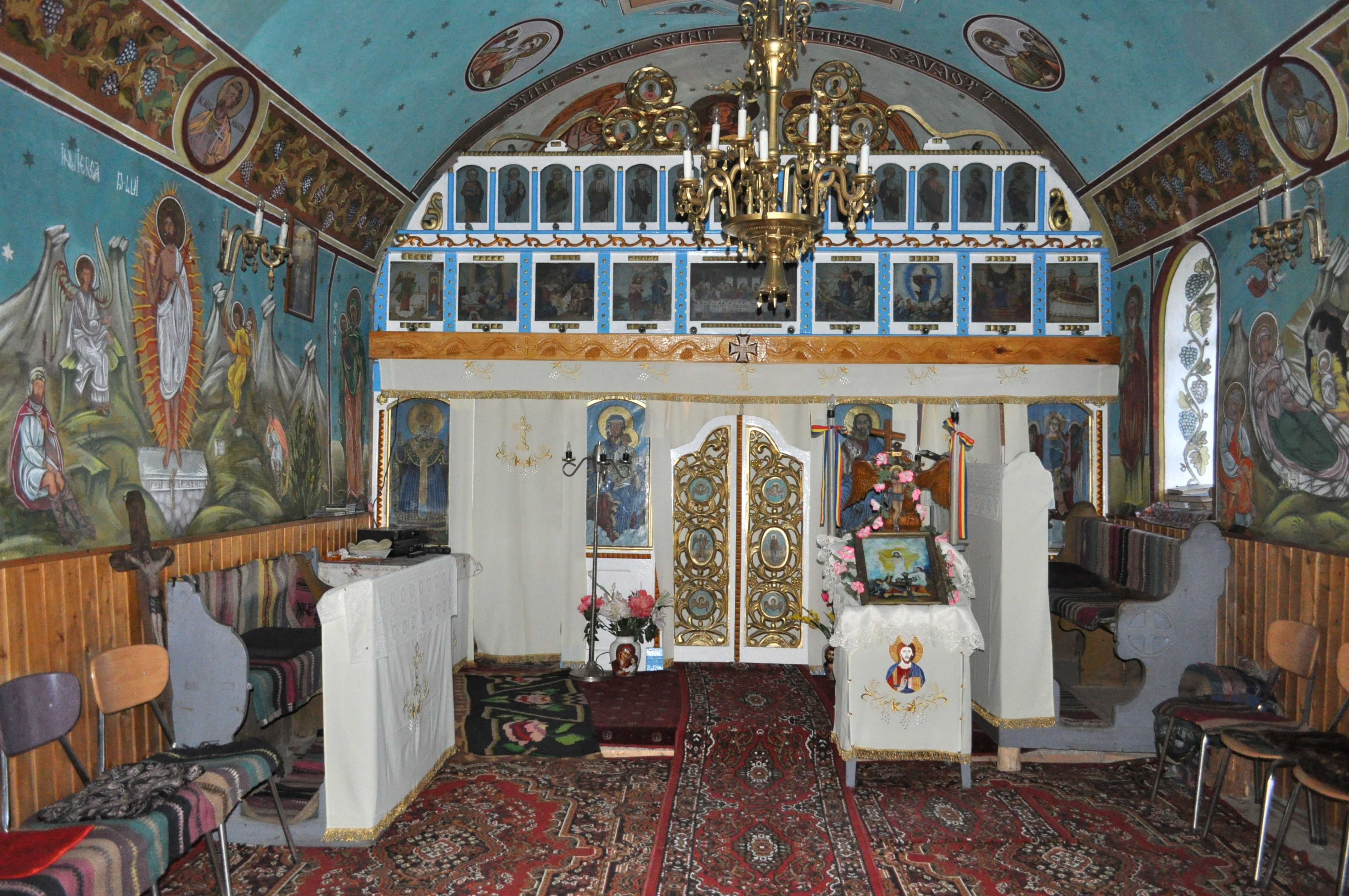
Biserica „Sfinții Arhangheli Mihail și Gavriil” din Măhal
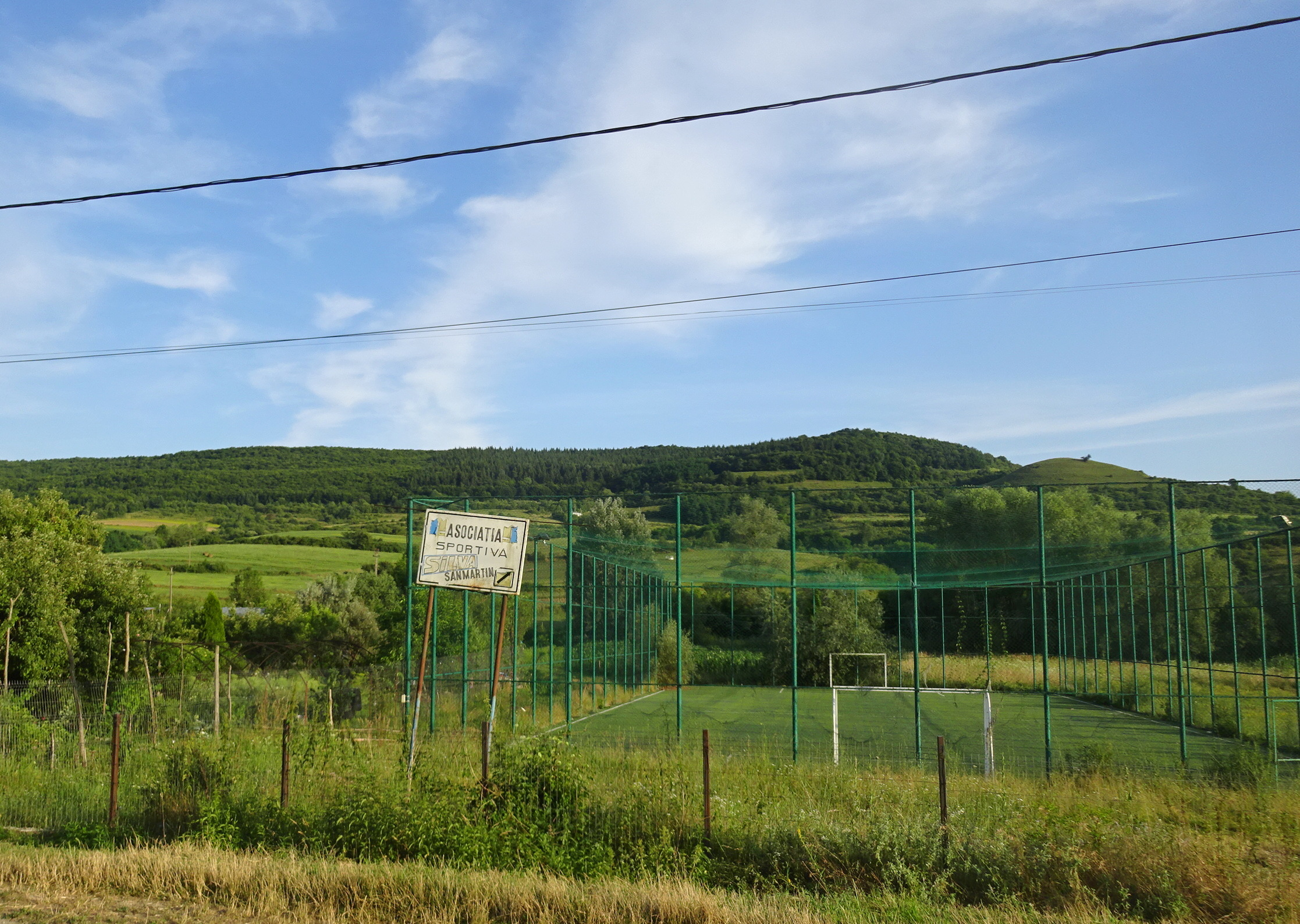
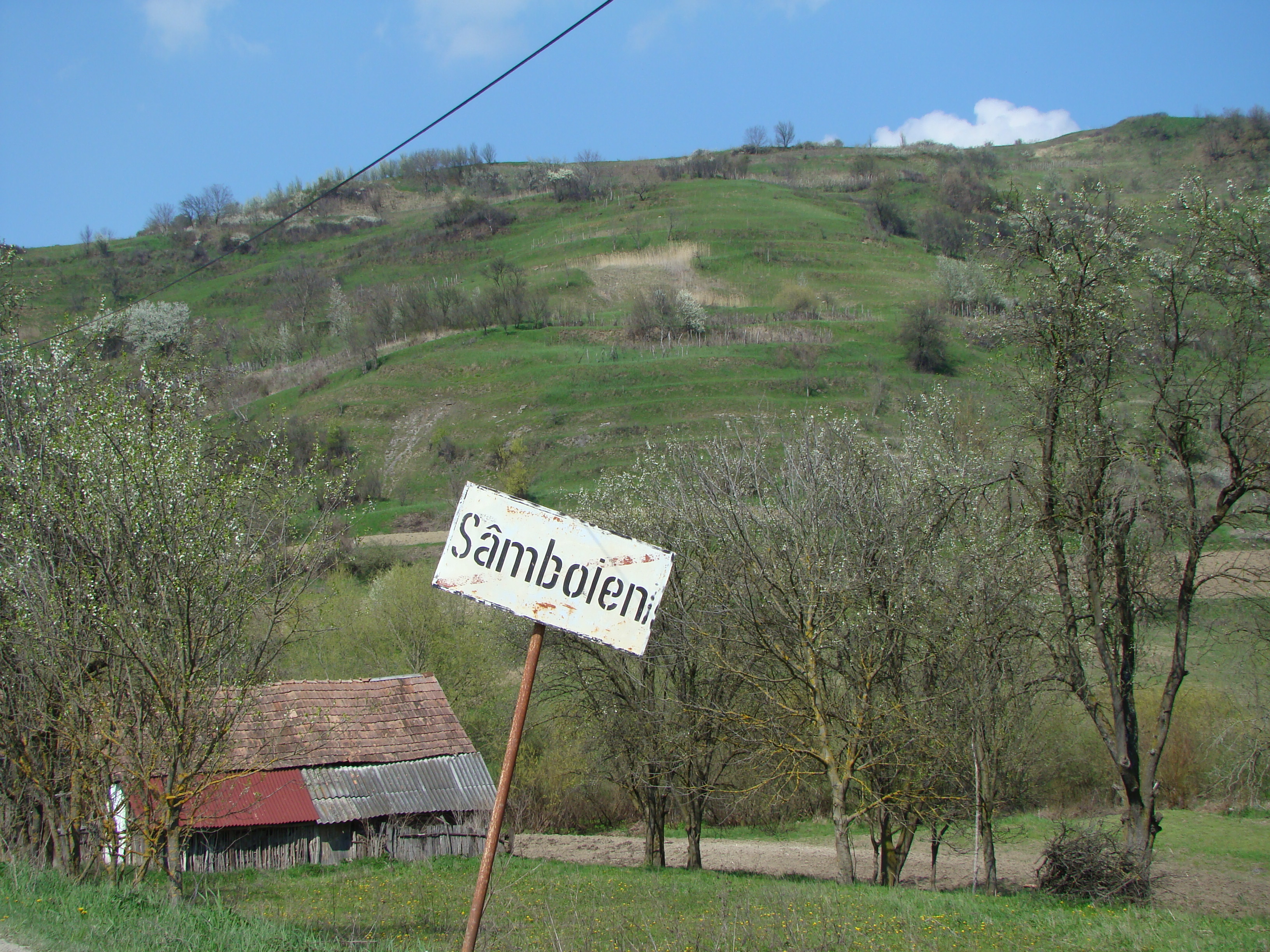
Sâmboieni
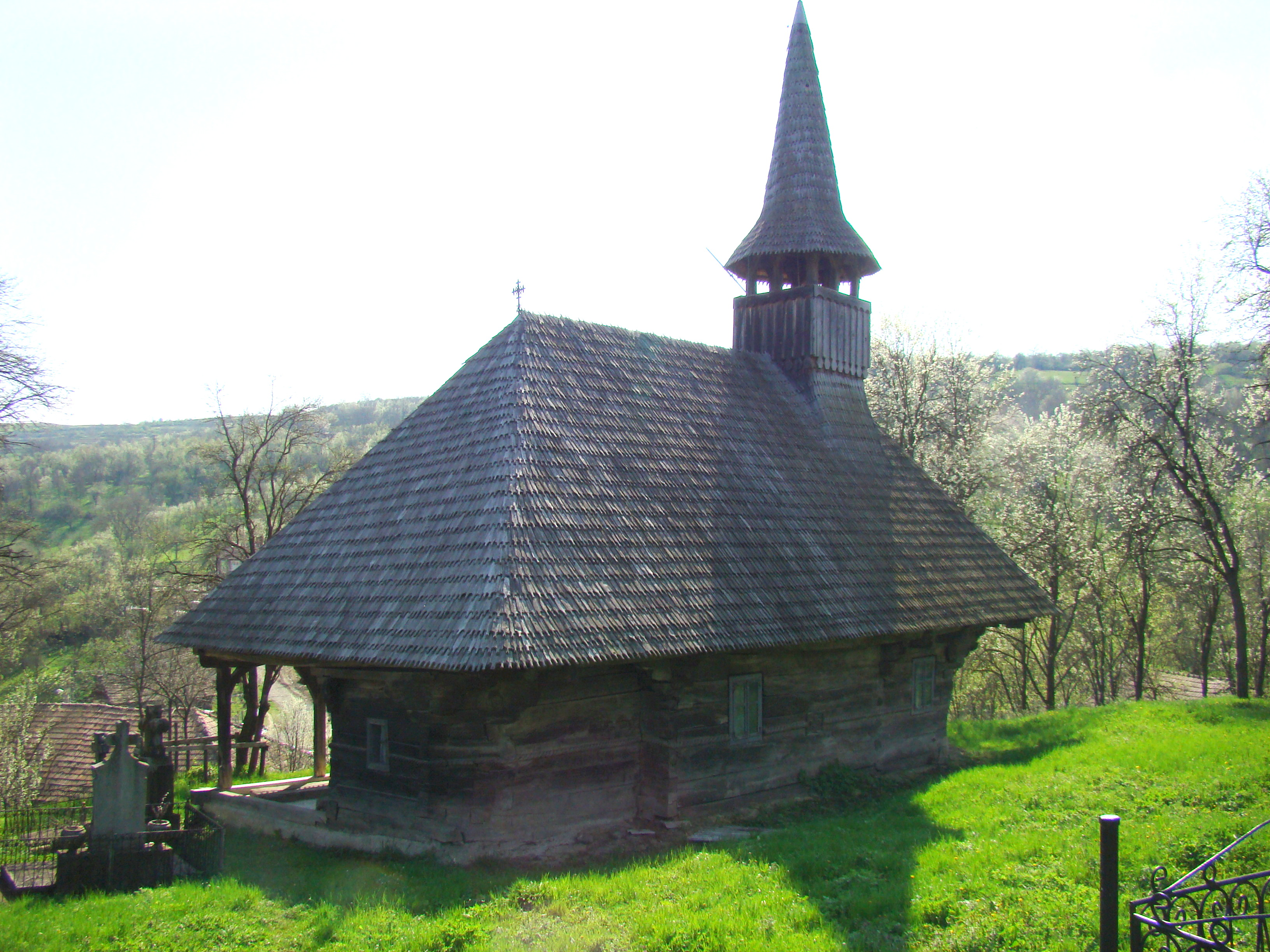
Biserica de lemn „Sfinții Arhangheli” din Sâmboieni (monument istoric)
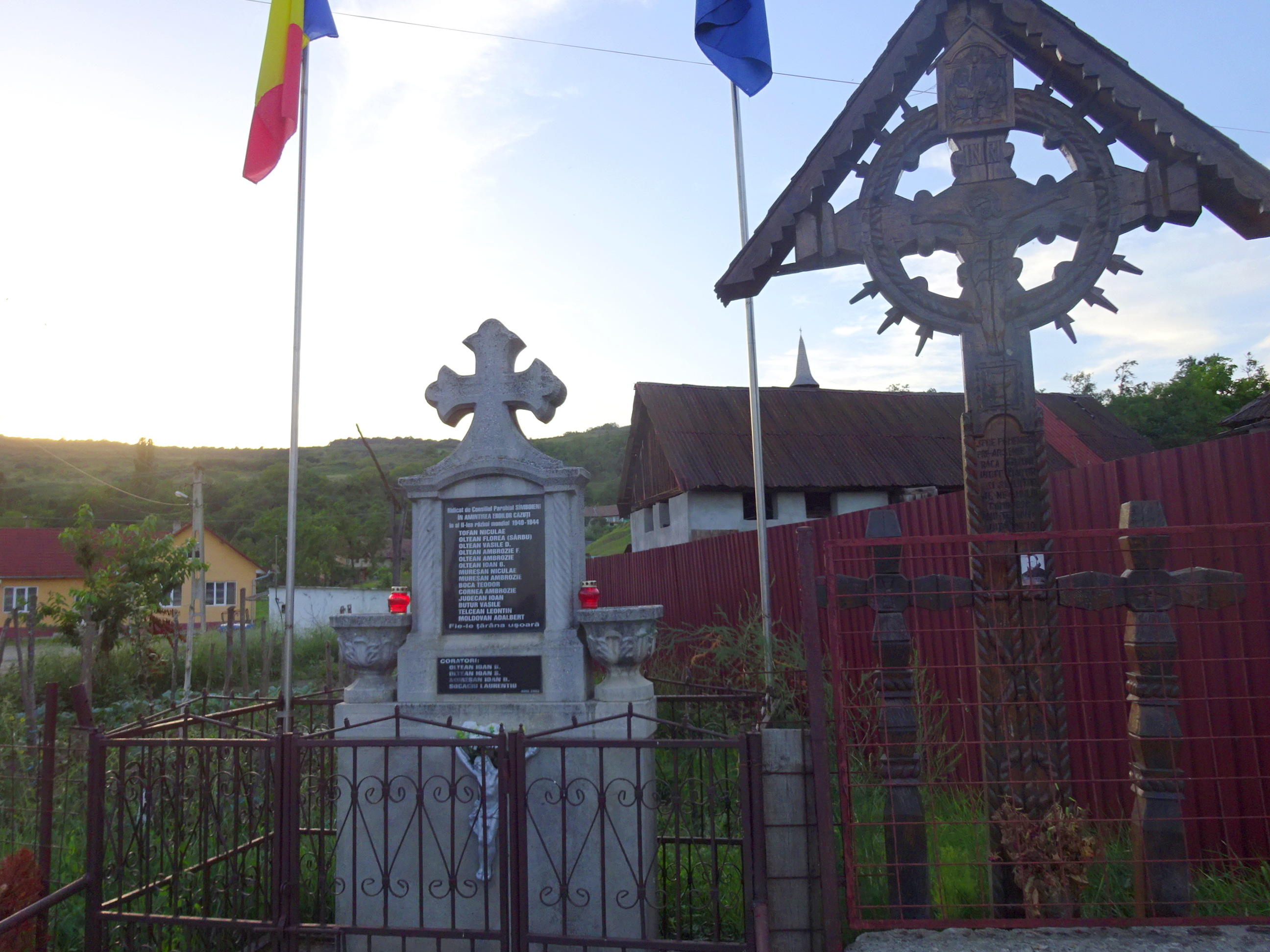
Monumentul Eroilor din Sâmboieni
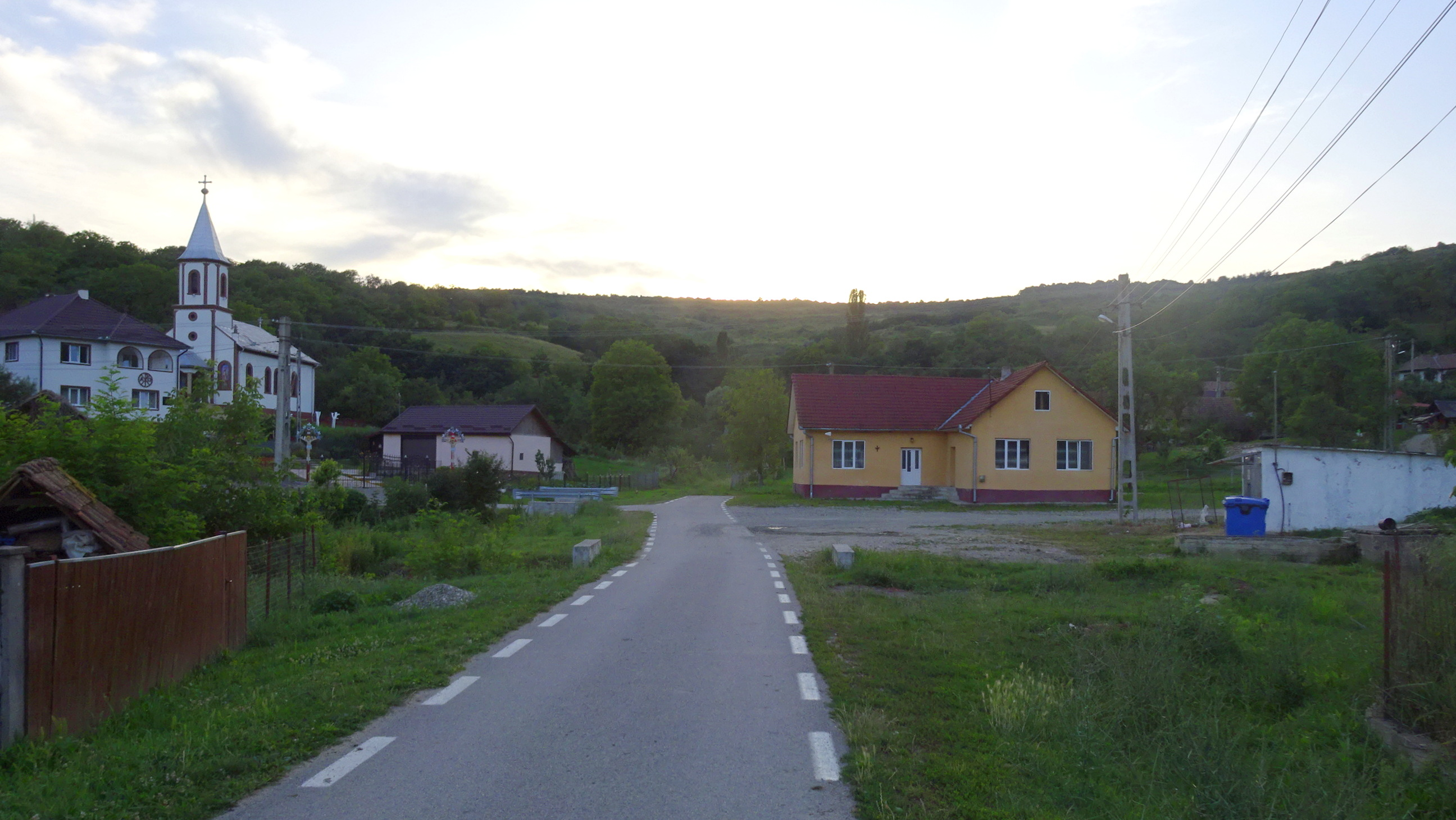
Sâmboieni (biserica de zid și căminul cultural)
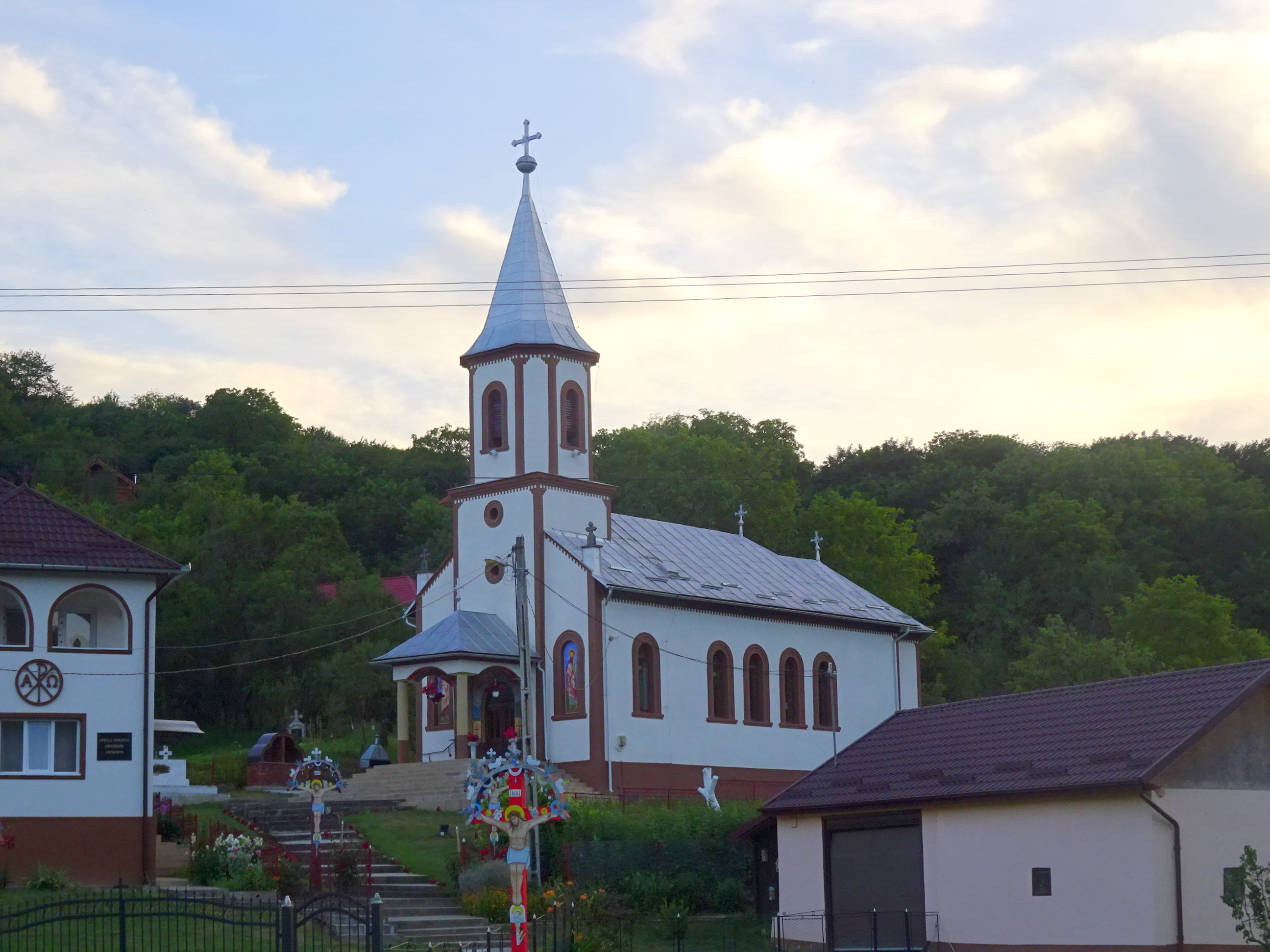
Biserica cu hramul „Sfinții Apostoli Petru și Pavel”, construită între anii 1981-1982
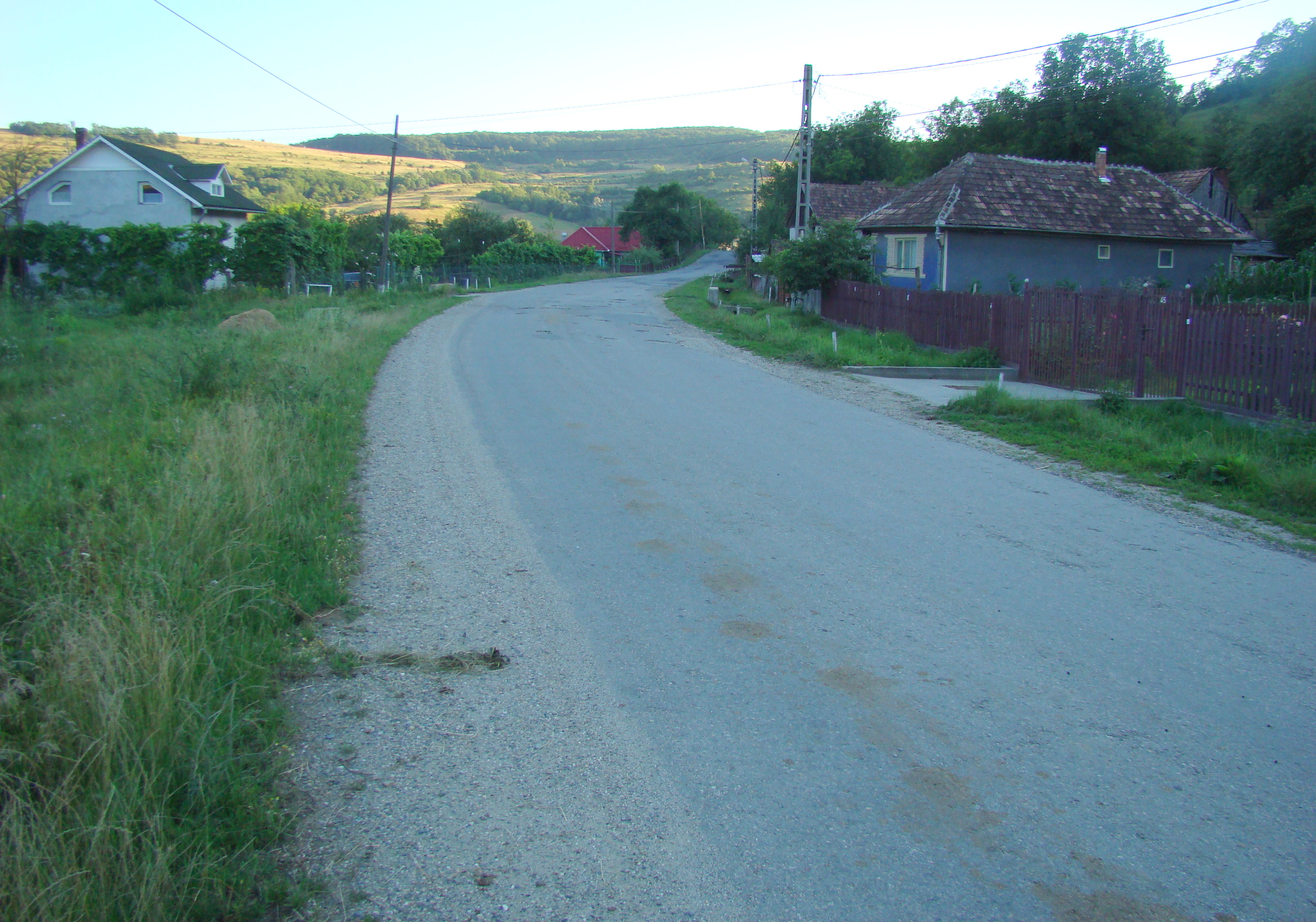
Târgușor
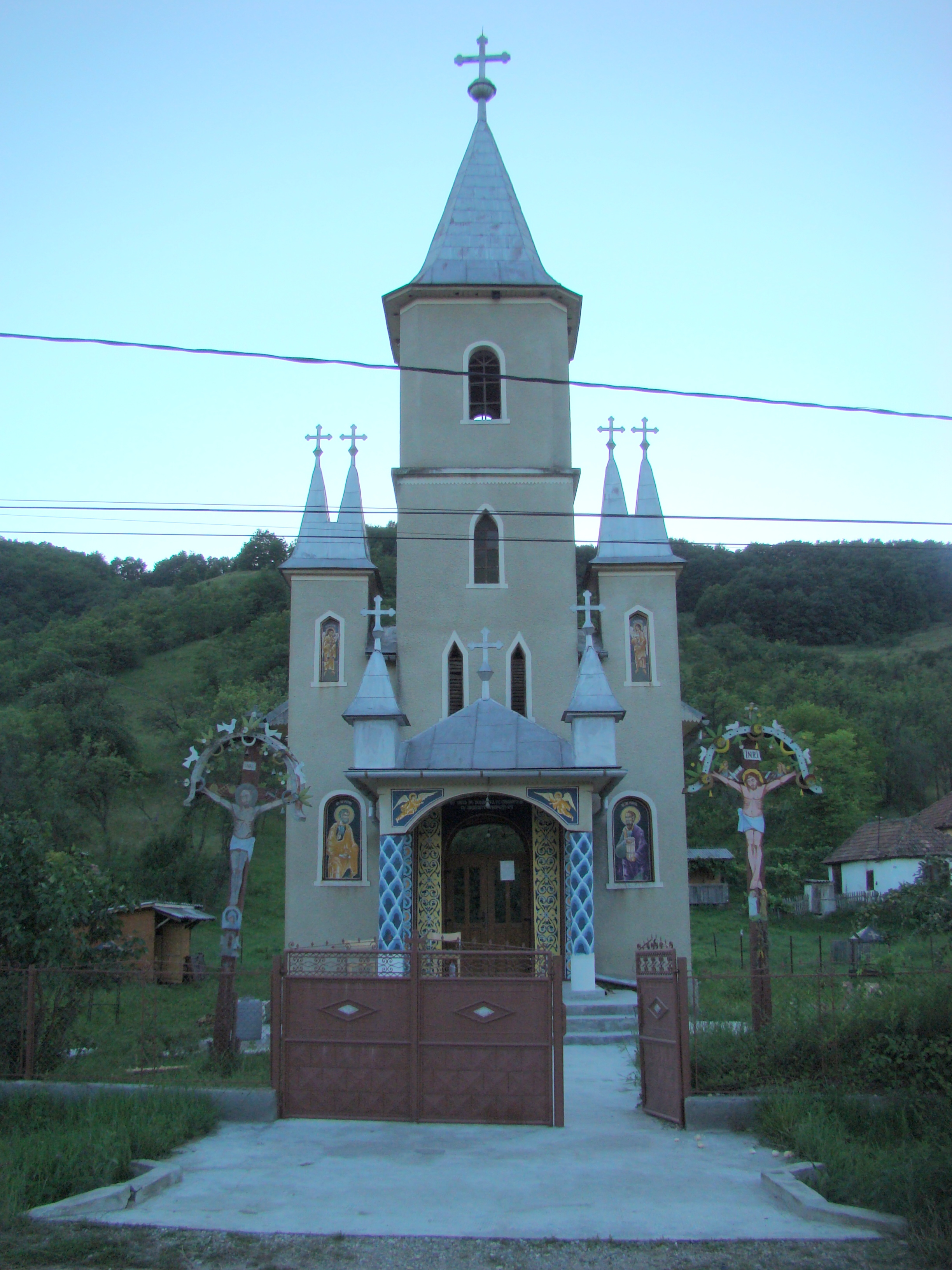
Biserica ortodoxă „Sf. Ioan Botezătorul” din satul Târgușor
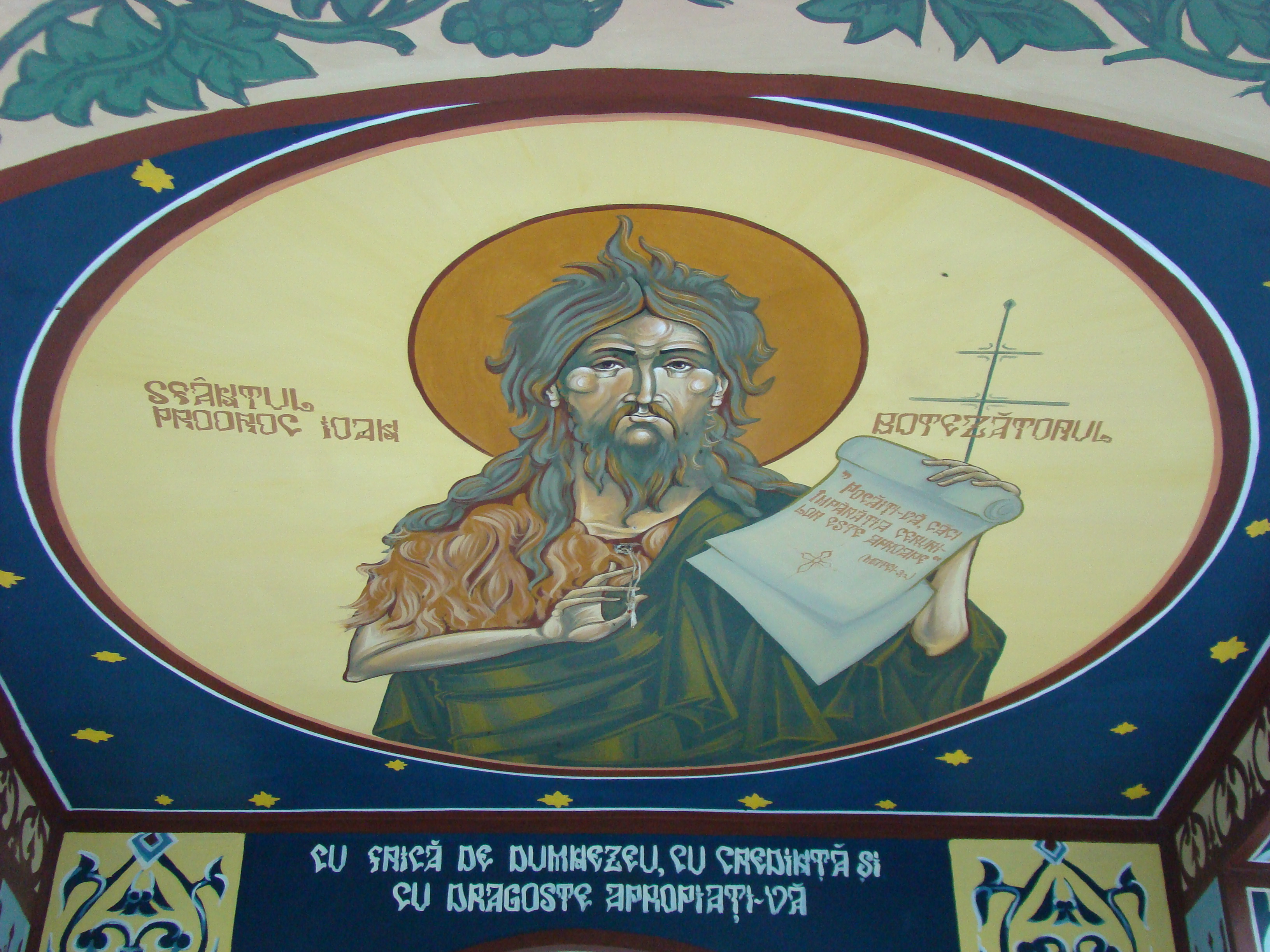
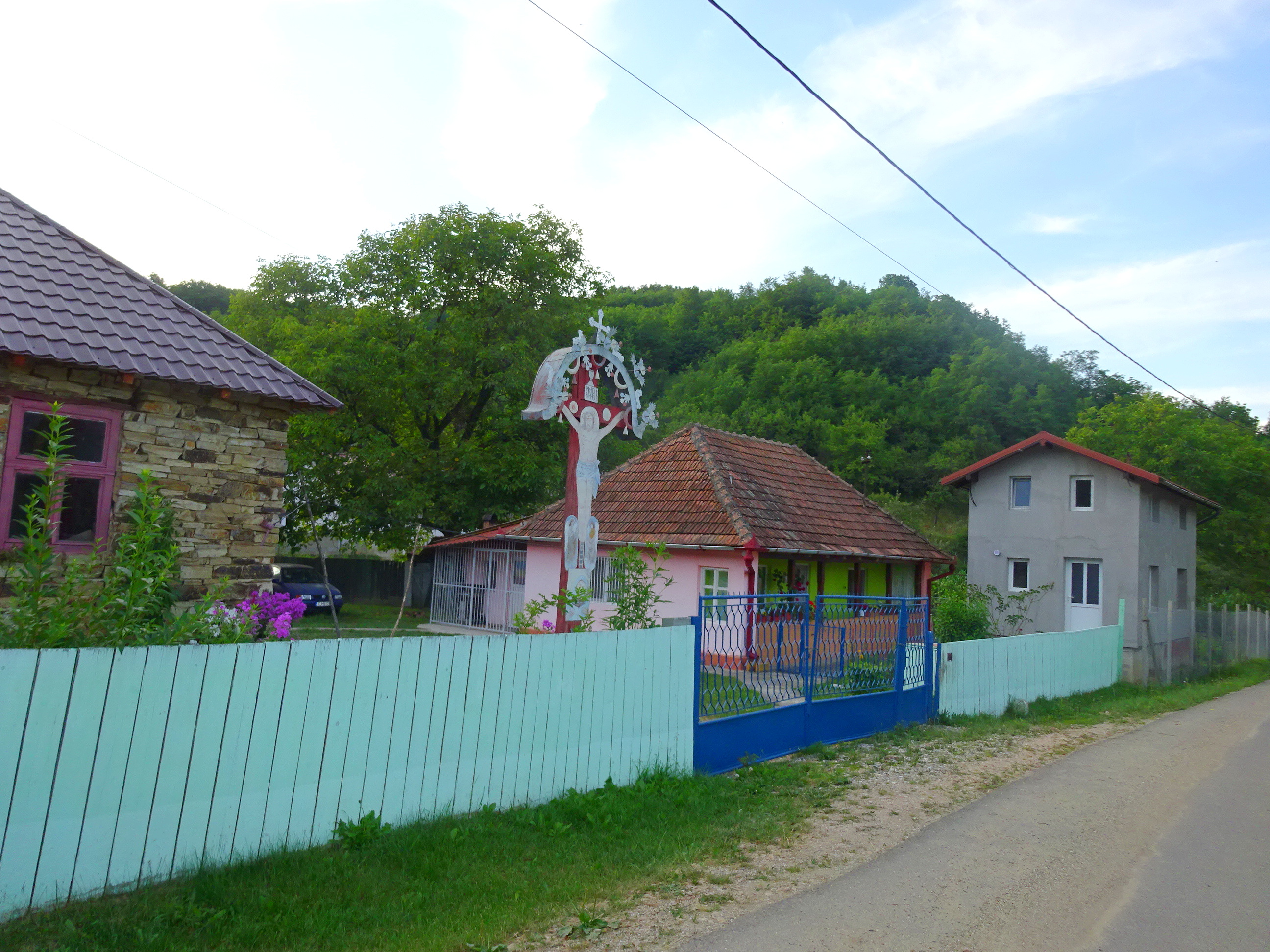
Ceaba
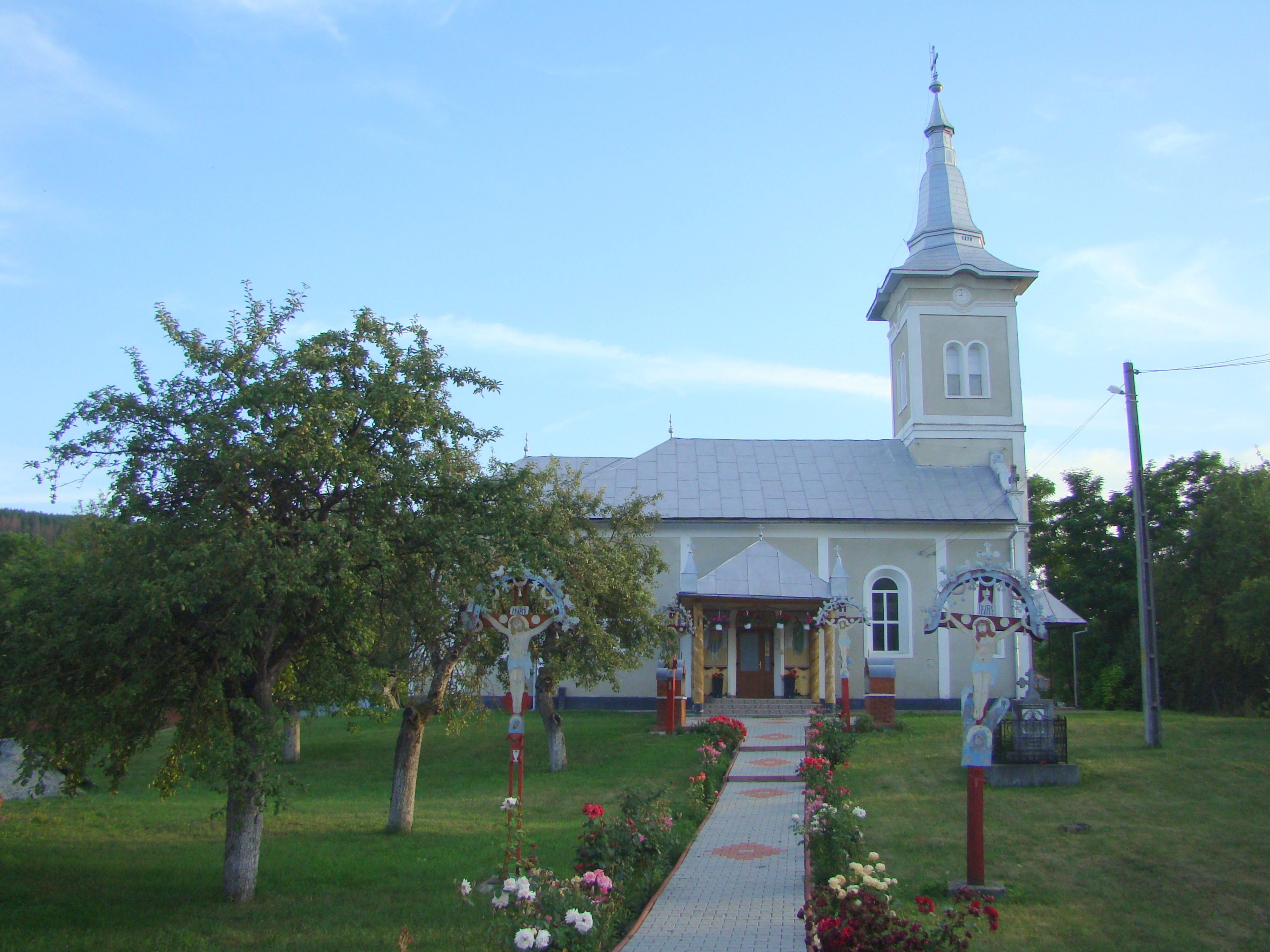
Biserica Sfântul Dumitru din Ceaba (1930)
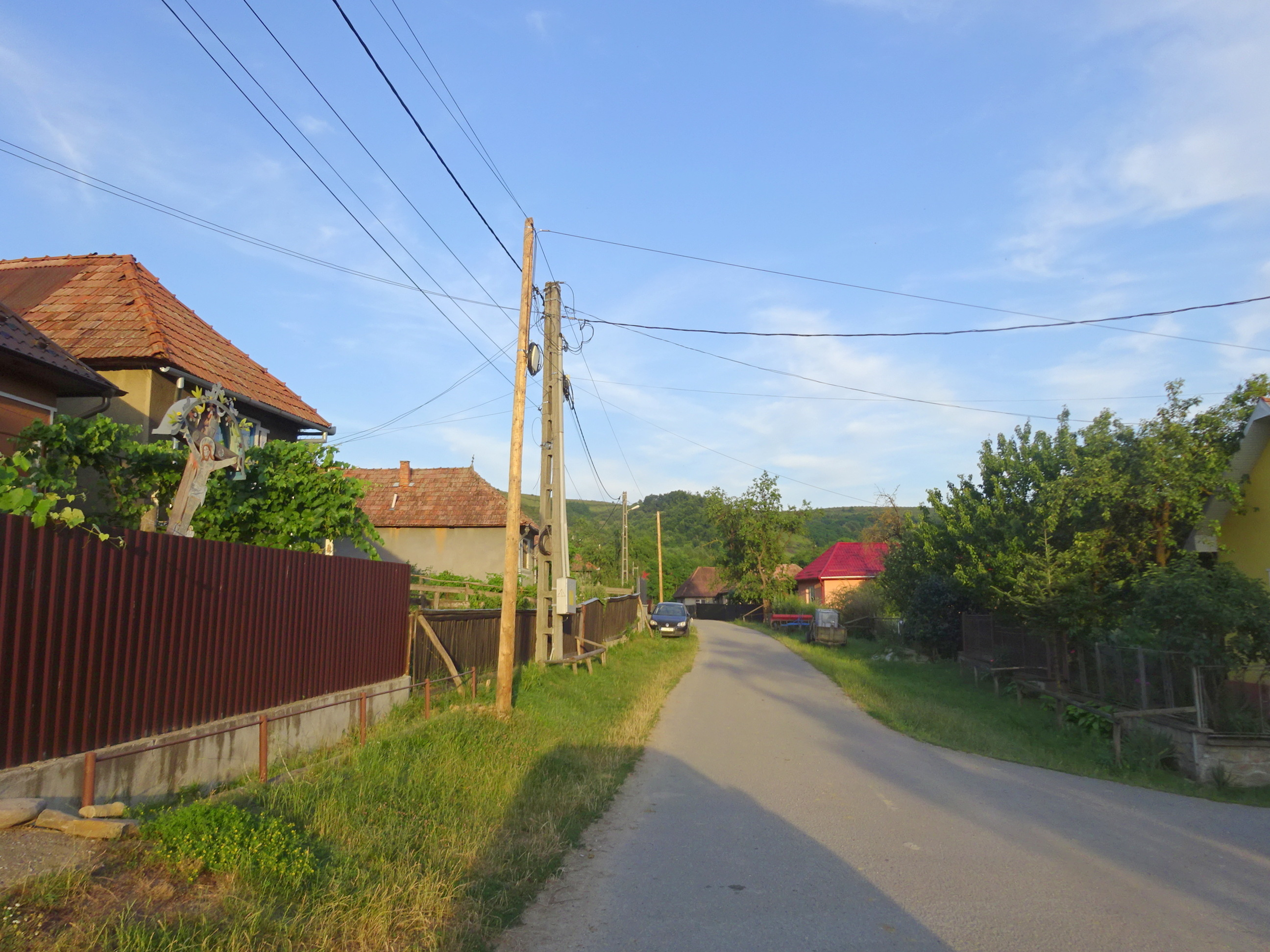
Ceaba
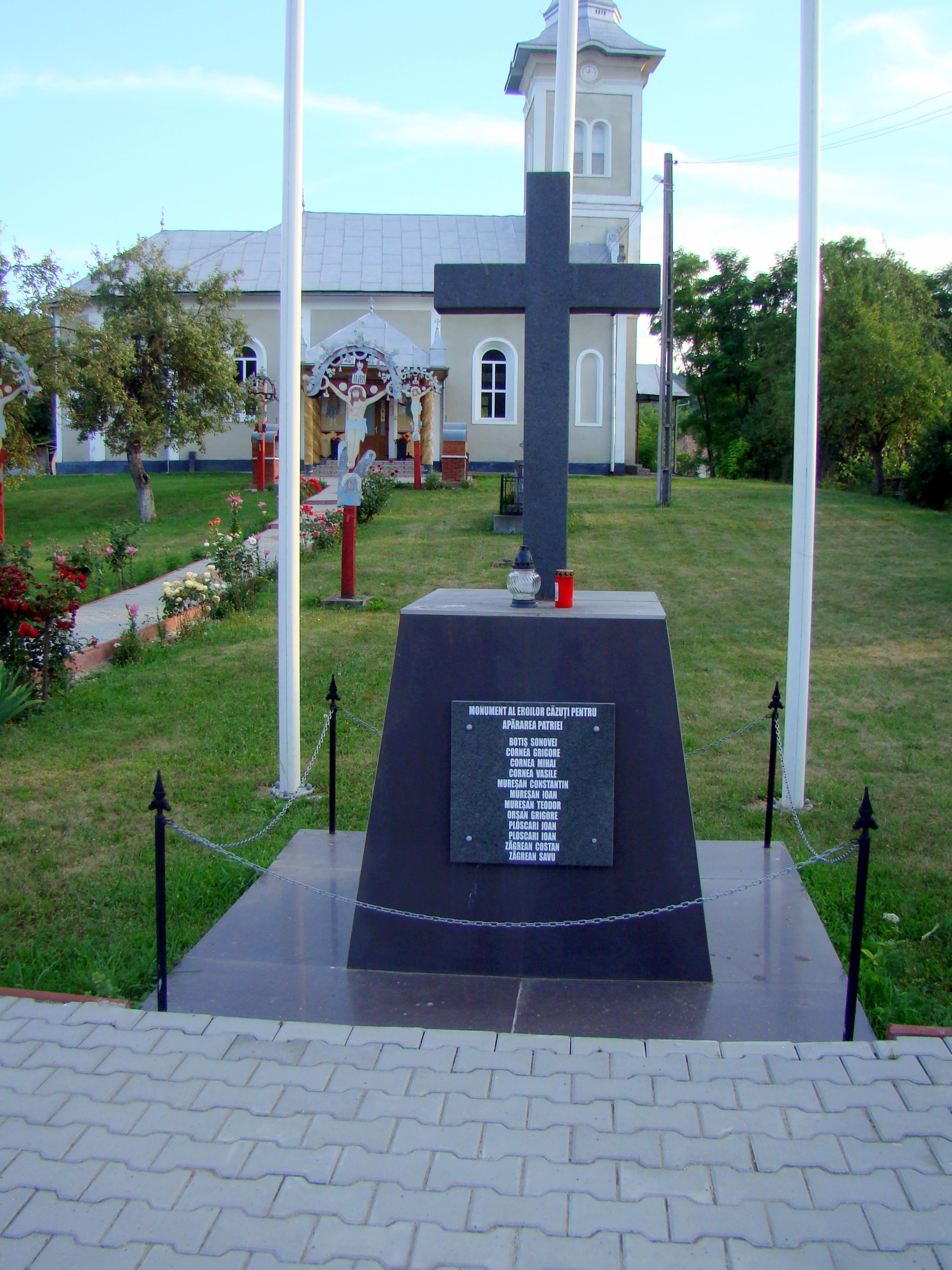
Monumentul Eroilor din satul Ceaba